# Armorial des communes de la Marne
- il reste des blasons à dessiner dans cet armorial.
- quelques blasons ne sont pas référencés.
- certaines figures sont encore dans un format bitmap et doivent être vectorisées.

Cette page donne les armoiries (figures et blasonnements) des communes de la Marne.
- Haut – A
- B
- C
- D
- E
- F
- G
- H
- I
- J
- K
- L
- M
- N
- O
- P
- Q
- R
- S
- T
- U
- V
- W
- X
- Y
- Z

8 dessin(s) en attente (voir : BGJMSSTV)

## A
| Blason de Aigny | Blason  | D'azur aux trois clés d'or.                      |
| Blason de Aigny | Détails | Le statut officiel du blason reste à déterminer. |

| Blason de Ambonnay | Blason  | Écartelé: au 1er d'argent au cep de vigne de sinople, fruité de pourpre et terrassé de sable, au 2e de gueules à la tête de crosse d'or mouvant de la pointe, au 3e de sinople à la croisette latine, alésée et ancrée de gueules, bordée d'or, au 4e d'argent à trois fleurs de lis de sinople mal ordonnées. |
| Blason de Ambonnay | Détails | Le statut officiel du blason reste à déterminer. |

| Blason de Ambrières | Blason  | D'azur à la fasce d'or chargée d'une jumelle de gueules, accompagnée de trois étoiles aussi d'or rangées en chef et d'une fleur de lys du même en pointe. |
| Blason de Ambrières | Détails | Le statut officiel du blason reste à déterminer. |

| Blason de Anglure | Blason  | D'or, semé de grelots cousus d'argent soutenus chacun d'un croissant de gueules. |
| Blason de Anglure | Détails | * Ces armes emploient le terme « cousu » dans le seul but de contrevenir à la règle de contrariété des couleurs : elles sont fautives (argent sur or). Le statut officiel du blason reste à déterminer. |

| Blason de Arrigny | Blason  | De sinople à la fasce ondée d'argent chargée de trois tourteaux de gueules, accompagnée, en chef, d'une double burèle potencée et contre-potencée d'or et, en pointe, de trois roses du même ordonnées 2 et 1. |
| Blason de Arrigny | Détails | Le statut officiel du blason reste à déterminer. |

| Blason de Arzillières-Neuville | Blason  | Parti : au premier burelé d'or et de gueules de douze pièces au château d'argent maçonné de sable, au second d'azur semé de fleurs de lys d'or ; au lion d'or armé et lampassé de gueules, brochant sur le tout. |
| Blason de Arzillières-Neuville | Détails | Le statut officiel du blason reste à déterminer. |

| Blason de Athis | Blason  | Coupé : au 1er parti, au I de gueules à une hutte d'or, au II de sinople à une colombe en vol d'argent tenant dans son bec la sainte Ampoule d'or, au 2d d'azur au chevron d'or accompagné de trois merlettes du même ; à la fasce ondée d'argent chargée de trois filets ondés en fasce d'azur et brochant sur le coupé. |
| Blason de Athis | Détails | Le statut officiel du blason reste à déterminer. |

| Blason de Aubérive | Blason  | De gueules à la rivière ondée d'azur* en bande, mouvant d'une arche romane en chef à dextre, à la barre de sinople* brochante, à la gerbe de blé brochant en cœur sur le tout, accompagnée de deux clefs passées en sautoir et brochant en chef à senestre sur la barre, d'une épée brochant en pointe à dextre sur la barre et d'un fer de moulin brochant en pointe sur la bande, le tout d'or; au comble d'azur* chargé d'une double burelle potencée et contre-potencée d'or. |
| Blason de Aubérive | Détails | Différences entre dessin et blasonnement : inversion des couleurs pour le comble. * Il y a là non-respect de la règle de contrariété des couleurs : ces armes sont fautives (Azur sur sinople sur gueules). Adopté en mai 1994 |

| Blason de Aulnay-sur-Marne | Blason  | Coupé mi-parti en chef : au 1 de gueules à une colombe en vol d'argent, contournée et tenant dans son bec la sainte Ampoule d'or, au 2 d'argent à un aulne de sinople, au 3 d'azur à sept épis de blé d'or empoignés en éventail et liés de gueules; à la fasce ondée d'argent chargée d'une burelle ondée d'azur brochant sur la partition. |
| Blason de Aulnay-sur-Marne | Détails | Le statut officiel du blason reste à déterminer. Auteur(s)J.-F. Binon |

| Blason de Avenay-Val-d'Or | Blason  | De gueules à la bande d'or chargée d'une traînée de poudre ondée de sable, côtoyée de cinq barillets du même, deux en chef et trois en pointe, au chef cousu d'azur chargé d'une corne d'abondance vide contournée d'argent. |
| Blason de Avenay-Val-d'Or | Détails | * Ces armes emploient le terme « cousu » dans le seul but de contrevenir à la règle de contrariété des couleurs : elles sont fautives (azur sur gueules). Le statut officiel du blason reste à déterminer.                   |

| Blason de Avize | Blason  | D'azur, au cep de vigne d'or terrassé de sinople, fruité d'argent.[réf. nécessaire] Devise / CriToujours m'avize.                                                                                          |
| Blason de Avize | Détails | * Ces armes emploient le terme « cousu » dans le seul but de contrevenir à la règle de contrariété des couleurs : elles sont fautives (sinople sur azur). Le statut officiel du blason reste à déterminer. |
| Blason de Avize | Alias   | D'azur au cep de vigne fruité de trois pièces et accolé à son échalas, le tout d'or terrassé d'argent |

| Blason de Ay | Blason  | D'azur à la bande d'argent accompagnée de deux cotices potencées et contre-potencées d'or, au franc-quartier de gueules chargé d'un lion d'argent. |
| Blason de Ay | Détails | Le statut officiel du blason reste à déterminer.                                                                                                   |

Pas d'information pour les communes suivantes : Ablancourt, Allemanche-Launay-et-Soyer, Allemant (Marne), Alliancelles, Angluzelles-et-Courcelles, Anthenay, Aougny, Arcis-le-Ponsart, Argers, Aubilly, Aulnay-l'Aître, Auménancourt, Auve

- Haut – A
- B
- C
- D
- E
- F
- G
- H
- I
- J
- K
- L
- M
- N
- O
- P
- Q
- R
- S
- T
- U
- V
- W
- X
- Y
- Z

## B
| Blason de Bagneux | Blason  | Écartelé: au 1 de gueules à cinq étoiles de sept rais ordonnées en sautoir, au 2 d'azur à la bande d'argent côtoyée de deux doubles cotices potencées contre-potencées d'or, au 3 d'argent à trois faces ondées d'azur, au 4 de gueules à l'aigle d'or . |
| Blason de Bagneux | Détails | Créé par JF Binon. Page Facebook de la commune, 2023 |

| Blason de Bazancourt | Blason  | D'azur au pairle d'argent chargé d'une clef renversée de sable, accompagné en chef d'un semé de billettes aussi d'argent, à dextre d'une bobine d'or et à senestre d'un bouquet de trois épis de blé du même posé en barre, au chef cousu de gueules chargé de trois abeilles volantes aussi d'or. |
| Blason de Bazancourt | Détails | * Ces armes emploient le terme « cousu » dans le seul but de contrevenir à la règle de contrariété des couleurs : elles sont fautives (gueules sur azur). Conflit héraldique : le dessin montre une bobine au fil d'argent. Le statut officiel du blason reste à déterminer.                       |

| Blason de Beine-Nauroy | Blason  | D'argent à deux rinceaux de noyers fruités et fleuris de sinople les pointes et les tiges passées en double sautoir; au chef d'azur chargé d'une croix d'argent cantonnée de quatre fleurs de lis d'or. |
| Blason de Beine-Nauroy | Détails | Le statut officiel du blason reste à déterminer. |

| Blason à dessiner | Blason  | (à rédiger).                                     |
| Blason à dessiner | Détails | Le statut officiel du blason reste à déterminer. |

| Blason de Bétheniville | Blason  | Tiercé en pairle : au 1er de sinople plain, au 2e de gueules à une anille d'or, au 3e de gueules à une tour d'or ouverte, ajourée et maçonnée de sable ; au pairle ondé d'argent chargé d'un pairle ondé d'azur brochant sur la partition ; le tout sommé d'un chef de gueules chargé d'une fleur de lys d'or accostée de deux croissants adossés du même. Ornements extérieursCroix de guerre 1914-1918 |
| Blason de Bétheniville | Détails | Création Didier Caillard, Arnaud Dessertenne et Jean-Claude Gillet, avec l'aide d'Arnaud Gillet, adoptée le 12 avril 2017. |

| Blason de Bétheny | Blason  | De gueules au pairle d'argent chargé de trois flèches du champ, deux passées en sautoir, la troisième brochant en pal, accompagné, en chef, d'une roue dentée aussi d'argent, à dextre, d'une tour d'or ouverte du champ, à senestre, d'une gerbe de blé aussi d'or, au chef cousu d'azur chargé d'un vol aussi d'argent. |
| Blason de Bétheny | Détails | * Ces armes emploient le terme « cousu » dans le seul but de contrevenir à la règle de contrariété des couleurs : elles sont fautives (azur sur gueules). Le statut officiel du blason reste à déterminer. |

| Blason de Bezannes | Blason  | D'azur semé de besants d'or au lion d'argent, armé de gueules et lampassé aussi d'or brochant. |
| Blason de Bezannes | Détails | Le statut officiel du blason reste à déterminer.                                               |

| Blason de Blacy | Blason  | D'azur ; au chef coupé au 1er d'argent à l'inscription «BLACY» de sable et au 2e d'or à quatre losanges de gueules rangées deux à deux en fasce sur chaque flanc ; au chevron réduit d'or brochant sur le tout accompagné en pointe d'un écusson d'argent chargé d'un éléphant de gueules brochant sur un palmier de sinople. |
| Blason de Blacy | Détails | Le statut officiel du blason reste à déterminer. |

| Blason de Blaise-sous-Arzillières | Blason  | Fascé d'or et d'azur, chaque fasce d'or chargée d'une broye de gueules, les fasces d'azur chargées de six étoiles d'or ordonnées 3, 2 et 1. |
| Blason de Blaise-sous-Arzillières | Détails | Le statut officiel du blason reste à déterminer.                                                                                            |

| Blason de Boissy-le-Repos | Blason  | Tiercé en pairle renversé : au 1er d'or à une branche de buis de sinople, au 2e de gueules à une biche couchée d'or, au 3e d'azur à trois fasces ondées d'argent et à l'épée basse d'or brochant sur les fasces. |
| Blason de Boissy-le-Repos | Détails | Les branches de buis évoquent la première partie du nom de la commune et la biche couchée la seconde partie. L'épée est l'attribut de saint Martin, patron de la paroisse locale, et les ondes symbolisent le Petit Morin qui arrose la commune. Armes parlantes. (Boissy est illustré par le buis ; le repos est illustré par la biche couchée). Création de Jean-François Binon adoptée en novembre 2020. |

| Blason de Bouchy-Saint-Genest | Blason  | Parti : au 1er de sinople à trois fasces d'argent, au chef engrêlé d'or, au 2e d'azur à trois fleurs de lis d'or, au bâton du même brochant. |
| Blason de Bouchy-Saint-Genest | Détails | Conflit héraldique : le dessin ne montre que deux fleurs de lys. Le statut officiel du blason reste à déterminer.                            |

| Blason de Bouilly | Blason  | D'azur au chevron accompagné, en chef, de deux étoiles et, en pointe, d'un cœur, le tout d'or. Ornements extérieursCroix de guerre 1914-1918 Devise / CriCor in armis |
| Blason de Bouilly | Détails | Armes de la famille Levesque de Champeaux-Verneuil. Le statut officiel du blason reste à déterminer.                                                                  |

| Blason de Bouleuse | Blason  | Écartelé : aux 1er et 4e d'azur à la bande d'argent côtoyée de deux doubles cotices potencées contre-potencées d'or, au 2e de gueules à une gerbe de blé d'or, au 3e de gueules à une grappe de raisin pamprée d'or. |
| Blason de Bouleuse | Détails | Le statut officiel du blason reste à déterminer. |

| Blason de Boult-sur-Suippe | Blason  | D'azur à la croix d'argent cantonnée, au premier, d'une navette d'or posée en barre, au deuxième, d'une truite aussi d'argent posée en bande adextrée d'une cotice du même, au troisième, d'un bourdon de pèlerin aussi d'or posé en bande et d'une coquille aussi d'argent brochant sur le bourdon, au quatrième, à la gerbe de blé aussi d'or ; au peuplier du même brochant sur le tout. |
| Blason de Boult-sur-Suippe | Détails | Le statut officiel du blason reste à déterminer. |

| Blason de Bourgogne | Blason  | Bandé d'or et d'azur de six pièces, à la bordure de gueules. |
| Blason de Bourgogne | Détails | Le statut officiel du blason reste à déterminer.             |

| Blason de Boursault | Blason  | De gueules aux quatre fusées pommetées d'argent accolées en fasce. |
| Blason de Boursault | Détails | Le statut officiel du blason reste à déterminer.                   |

| Blason de Bouy | Blason  | D'azur à la bande d'argent haussée et chargée d'une molette de gueules accostée de deux croisettes recroisetées du même, accompagnée en chef d'un torque pommeté d'or et en pointe d'un arbre du même, soutenu d'une burelle ondée d'argent sommée d'un battoir de lavandière accosté de deux meules de moulin mouvant de la burelle, le tout du même.; au comble d'argent chargé d'une hélice d'avion de tenné et soutenu d'une jumelle potencée et contre-potencée d'or, l'intervalle rempli d'azur. |
| Blason de Bouy | Détails | Le statut officiel du blason reste à déterminer. |

| Blason de Brandonvillers | Blason  | De sinople à la jumelle ondée en bande d'argent, accompagnée, en chef, d'une merlette du même, au franc-quartier de gueules à la croix ancrée d'or. |
| Blason de Brandonvillers | Détails | Le statut officiel du blason reste à déterminer. |

| Blason de Breuil-sur-Vesle | Blason  | De sinople à la fasce de gueules maçonnée de sable côtoyée de deux doubles burelles potencées contre-potencées d'or, accompagnée de trois roses d'argent rangées en chef et d'une champagne ondée du même. |
| Blason de Breuil-sur-Vesle | Détails | * Il y a là non-respect de la règle de contrariété des couleurs : ces armes sont fautives (gueules sur sinople). Le statut officiel du blason reste à déterminer.                                          |

| Blason de Brimont | Blason  | De sinople à une colombe essorante d'argent tenant dans son bec la sainte Ampoule d'or, mantelé d'or ; au chef bastillé de trois pièces d'azur chargé de deux étoiles d'argent. |
| Blason de Brimont | Détails | Le statut officiel du blason reste à déterminer. |

| Blason de Broyes | Blason  | D'azur aux trois broyes d'or rangées en pal.                               |
| Blason de Broyes | Détails | Armes parlantes. (broyes) Le statut officiel du blason reste à déterminer. |

| Blason de Brugny-Vaudancourt | Blason  | Tiercé en fasce : au premier parti au I de sinople au lion d'or et au II chevronné d'or et de sable, au deuxième d'or plain, au troisième de gueules aux trois pals de vair ; aux deux clefs d'argent passées en sautoir brochant sur le tout. |
| Blason de Brugny-Vaudancourt | Détails | adoptél le 10 juillet 2002. |

| Blason de Brusson | Blason  | Coupé ondé - parti : au 1 d'azur à la bande d'argent côtoyée de deux doubles cotices potencées contre-potencées d'or, au 2 d'argent à la croix de Malte de sinople, au 3 d'argent à une ancre versée de sable, au 4 de gueules à une branche d'aubépine d'or. |
| Blason de Brusson | Détails | Journal de la commune, 2025 Auteur(s)J-F Binon |

Pas d'information pour les communes suivantes : Baconnes, Le Baizil, Bannay (Marne), Bannes (Marne), Barbonne-Fayel, Baslieux-lès-Fismes, Baslieux-sous-Châtillon, Bassu, Bassuet, Baudement, Baye (Marne), Beaumont-sur-Vesle, Beaunay, Belval-en-Argonne, Belval-sous-Châtillon, Bergères-lès-Vertus, Berméricourt, Berru, Berzieux, Bethon, Bettancourt-la-Longue, Bignicourt-sur-Marne, Bignicourt-sur-Saulx, Billy-le-Grand, Binarville, Binson-et-Orquigny, Bisseuil, Blesme, Bligny (Marne), Bouvancourt, Bouzy, Branscourt, Braux-Saint-Remy, Braux-Sainte-Cohière, Bréban, Le Breuil (Marne), Breuvery-sur-Coole, Brouillet, Broussy-le-Grand, Broussy-le-Petit, Le Buisson (Marne), Bussy-le-Château, Bussy-le-Repos (Marne), Bussy-Lettrée
- Haut – A
- B
- C
- D
- E
- F
- G
- H
- I
- J
- K
- L
- M
- N
- O
- P
- Q
- R
- S
- T
- U
- V
- W
- X
- Y
- Z

## C
| Blason de Caurel | Blason  | Parti d'argent et d'or à la branche de coudrier de sinople posée en barre brochant sur la partition ; le tout sommé d'un chef potencé d'azur chargé d'une fontaine fascée ondée d'argent et aussi d'azur de six pièces accostée de deux moutons affrontés aussi d'argent. |
| Blason de Caurel | Détails | Le statut officiel du blason reste à déterminer. |

| Blason de Cauroy-lès-Hermonville | Blason  | Parti d'argent et d'or, à une branche de noisetier de sinople posée en barre et brochante ; au chef potencé d'azur chargé d'un clocheton isolé d'argent adextré d'une grappe de raisin de pourpre tigée et feuillée de sinople et senestré d'un épi de blé tigé et feuillé d'or. Ornements extérieursCroix de guerre 1914-1918 |
| Blason de Cauroy-lès-Hermonville | Détails | Le statut officiel du blason reste à déterminer. |

| Blason de Cernay-lès-Reims | Blason  | Coupé en chevron : au premier d'azur à la double burèle potencée et contre-potencée d'or, au second de sinople à la pointe ondée cousue d'azur chargée d'une pointe d'or, rejoignant la pointe de la ligne de partition, accompagnée, à dextre, d'un cep de vigne et, à senestre, d'une gerbe de blé, le tout du même. |
| Blason de Cernay-lès-Reims | Détails | * Ces armes emploient le terme « cousu » dans le seul but de contrevenir à la règle de contrariété des couleurs : elles sont fautives (pointe azur sur sinople). Le statut officiel du blason reste à déterminer. |

| Blason de Châlons-en-Champagne | Blason  | D'azur à la croix d'or cantonnée de quatre fleurs de lys du même. |
| Blason de Châlons-en-Champagne | Détails | Le statut officiel du blason reste à déterminer.                  |

| Blason de Champguyon | Blason  | Écartelé : au premier et au quatrième d'or à la merlette de sable, au deuxième et au troisième d'azur à l'étoile d'argent. |
| Blason de Champguyon | Détails | Le statut officiel du blason reste à déterminer.                                                                           |

| Blason de Champillon | Blason  | De sinople à la bande d'or chargée d'une double cotice potencée et contre-potencée d'azur, à la hulotte d'argent brochant sur le tout. |
| Blason de Champillon | Détails | Le statut officiel du blason reste à déterminer.                                                                                       |

| Blason de Changy | Blason  | Échiqueté d'or et d'azur au lion d'argent armé et lampassé de gueules brochant sur le tout. |
| Blason de Changy | Détails | Le statut officiel du blason reste à déterminer.                                            |

| Blason de Charmont | Blason  | Parti : au premier d'or aux deux fasces de gueules, au second d'azur à la tour d'argent ouverte, ajourée et maçonnée de sable ; le tout sommé d'un chef de sinople chargé, à dextre, d'un gland feuillé d'or et, à senestre, d'une abeille du même. |
| Blason de Charmont | Détails | Le statut officiel du blason reste à déterminer. |

| Blason de Les Charmontois | Blason  | Coupé cannelé de trois pièces, celle du centre plus grande: au 1er parti au I d'azur à la fleur de lis d'or, au II de gueules au crosseron d'or, au 2e de sinople à deux akènes de charme d'or, celui de dextre posé en bande, celui de senestre posé en barre; au filet cannelé d'argent brochant sur la partition, les dents écimées. |
| Blason de Les Charmontois | Détails | Armes parlantes. (charme) Création Robert André Louis et Dominique Lacorde. Adopté le 12 juin 2020. |

| Blason de Châtelraould-Saint-Louvent | Blason  | D'or au château de deux tours couvertes de gueules ajouré, maçonné et hersé de sable, surmonté d'une crosse d'azur et d'une palme de sinople passés en sautoir. |
| Blason de Châtelraould-Saint-Louvent | Détails | Le statut officiel du blason reste à déterminer. |

| Blason de Châtillon-sur-Marne | Blason  | De gueules aux trois pals de vair, au chef d'or chargé d'une merlette de sable. |
| Blason de Châtillon-sur-Marne | Détails | Le statut officiel du blason reste à déterminer.                                |

| Blason de Châtillon-sur-Morin | Blason  | D'argent au lion de sable; chapé: de sinople à un crosseron d'or à dextre et d'une tour du même à senestre, ouverte, ajourée et maçonnée de sable; le tout au chef d'azur chargé d'une gerbe de blé accostée de deux cerfs passants affrontés et soutenu d'une jumelle potencée contre potencée, le tout d'or. |
| Blason de Châtillon-sur-Morin | Détails | Créé par JF Binon.Site Internet de la commune, 2020. |

| Blason de Châtrices | Blason  | D'azur semé de fleurs de lys d'or au cygne d'argent brochant nageant sur une champagne ondée du même chargée de deux burèles ondées du champ. |
| Blason de Châtrices | Détails | Le statut officiel du blason reste à déterminer.                                                                                              |

| Blason de Chaumuzy | Blason  | Parti: au 1er d'or au cep de vigne de tenné, feuillé de sinople, fruité de gueules et tuteuré de sable, au 2e de gueules à l'épée basse d'argent, garnie d'or et posée en barre; le tout sommé d'un chef d'azur à la bande d'argent chargée de trois feuilles de chêne de sinople et côtoyée de deux doubles cotices potencées contre-potencées d'or. |
| Blason de Chaumuzy | Détails | Le statut officiel du blason reste à déterminer. |

| Blason de Cheminon | Blason  | De gueules à la croix d'or.                      |
| Blason de Cheminon | Détails | Le statut officiel du blason reste à déterminer. |

| Blason de Cheniers | Blason  | Coupé : au 1er parti au I d'azur à un château ruiné d'argent, au II de gueules à trois chaînes d'or de deux maillons et demi, posées en pal, au 2d d'or à un chêne arraché au naturel. |
| Blason de Cheniers | Détails | Armes parlantes. (chêne) Le statut officiel du blason reste à déterminer. |

| Blason de Chigny-les-Roses | Blason  | Tiercé en pairle renversé : au 1er de sinople à un chêne d'or, au 2e d'azur à trois roses des jardins au naturel, au 3e d'or à une grappe de raisin d'azur pamprée au naturel. |
| Blason de Chigny-les-Roses | Détails | Armes parlantes. (chêne + roses) Adopté en octobre 2019. |

| Blason de Compertrix | Blason  | D'azur au chevron d'or accompagné, en chef, de deux roses du même boutonnées de gueules et pointées de sinople et, en pointe, d'une croisette tréflée aussi d'or. |
| Blason de Compertrix | Détails | Le statut officiel du blason reste à déterminer. |

| Blason de Condé-sur-Marne | Blason  | Tiercé en pairle : au premier d'or aux trois fleurs de lys de gueules, au deuxième d'azur à l'église d'argent couverte de gueules, au troisième de gueules à la gerbe de blé d'or liée d'argent. |
| Blason de Condé-sur-Marne | Détails | Le statut officiel du blason reste à déterminer. |

| Blason de Congy | Blason  | D'or à la bande fuselée de gueules accompagnée, en chef, de trois fleurs de lys d'azur rangées en bande et, en pointe, d'un semé de billettes du même et d'un lion aussi d'azur brochant. |
| Blason de Congy | Détails | Le statut officiel du blason reste à déterminer. |

| Blason de Connantre | Blason  | D'azur à la levrette passante d'argent, colletée d'or, au chef de gueules soutenu d'or, chargé d'un croissant aussi d'argent, accosté de deux étoiles du même. |
| Blason de Connantre | Détails | Le statut officiel du blason reste à déterminer. |

| Blason de Coole | Blason  | De gueules à deux bandes ondées abaissées d'argent, accompagnées en chef d'un crosseron en volute du même ; au franc-quartier d'azur chargé de trois besants d'or rangés en bande. |
| Blason de Coole | Détails | Le statut officiel du blason reste à déterminer. |

| Blason de Coolus | Blason  | D'azur à la colombe d'argent tenant en son bec un rameau d'olivier de sinople, à la champagne ondée de gueules sommée d'une divise ondée aussi d'argent, chargée de trois billettes d'or. |
| Blason de Coolus | Détails | Le statut officiel du blason reste à déterminer. |

| Blason de Corbeil | Blason  | D'argent, au cœur de gueules, chargé d'une fleur de lys d'or.[réf. nécessaire] |
| Blason de Corbeil | Détails | Le statut officiel du blason reste à déterminer.                               |

| Blason de Cormicy | Blason  | D'azur à la tour carrée d'argent maçonnée de sable, ouverte de gueules, sommée d'un choucas aussi de sable. |
| Blason de Cormicy | Détails | * Il y a là non-respect de la règle de contrariété des couleurs : ces armes sont fautives (sable sur azur). Conflit héraldique : le dessin présente la tour aussi ajourée de gueules. Le statut officiel du blason reste à déterminer. |

| Blason de Cormontreuil | Blason  | D'azur au sautoir d'argent chargé d'un compas ouvert de sable, cantonné, à dextre, d'une fleur de lys de sinople* et, en pointe, d'une jumelle ondée aussi d'argent et d'un clou aussi de sinople brochant sur la jumelle, aux douze étoiles d'or posées à plomb en cercle brochant à senestre sur le sautoir et le compas, au chef aussi d'azur brochant sur le sautoir, chargé d'une fasce d'argent côtoyée de deux doubles burèles potencées et contre-potencées d'or. |
| Blason de Cormontreuil | Détails | * Il y a là non-respect de la règle de contrariété des couleurs : ces armes sont fautives (fleur de lys de sinople sur azur). Le statut officiel du blason reste à déterminer. |

| Blason de Courgivaux | Blason  | Écartelé : au premier de gueules au cavalier d'or tenant une oriflamme d'argent chargée d'une croix de gueules, au deuxième d'azur à l'annelet d'argent, au troisième d'azur à la bande d'argent côtoyée de deux doubles cotices potencées et contre-potencées d'or, au quatrième d'argent semé de tourteaux de sable au sautoir engrêlé de gueules brochant. |
| Blason de Courgivaux | Détails | Le statut officiel du blason reste à déterminer. |

| Blason de Courmas | Blason  | Parti : au 1er d'or à une grappe de raisin feuillée de sinople, au 2d de gueules à la croix alésée d'argent ; le tout au chef d'azur à la jumelle potencée contre-potencée d'or. Ornements extérieursCroix de guerre 1914-1918 |
| Blason de Courmas | Détails | Présent sur le site Internet de la mairie. |

| Blason de Courtisols | Blason  | D'azur à la ruche d'or accompagnée de neuf abeilles du même ordonnées en orle. |
| Blason de Courtisols | Détails | Le statut officiel du blason reste à déterminer.                               |

| Blason de Cramant | Blason  | D'argent à la bande d'azur accompagnée en chef d'un ours au naturel passant en bande et en pointe d'une bouteille de champagne au naturel, étiquetée du champ, posée en bande et brochant sur un rinceau de vigne, tigé et feuillé de sinople, fruité de deux grappes de pourpre |
| Blason de Cramant | Détails | Le statut officiel du blason reste à déterminer. |

| Blason de Crugny | Blason  | D'azur à une crosse d'évêque d'or, à la fasce abaissée ondée d'argent brochante, surmontée à dextre d'un four à chaux du même maçonné de sable sommé d'une fumée aussi d'argent, et à senestre d'une cigogne du même becquée et membrée d'or. |
| Blason de Crugny | Détails | Conception : Raymond Lévy et Sivane Saray. Le statut officiel du blason reste à déterminer. |

| Blason de Cuchery | Blason  | Parti : au 1er d'azur à un beffroi d'église d'argent, mouvant de la pointe, ajouré, maçonné et essoré de sable, au 2d d'or à une roue de moulin de sable, mouvant d'une champagne fascée ondée d'azur et d'argent de huit pièces ; au chef parti d'or chargé d'une feuille de chanvre de sinople, et d'azur chargé d'un épi de blé d'or ; à une grappe de raisin brochant sur le trait du parti du chef, de l'un en l'autre. |
| Blason de Cuchery | Détails | Création Pascale Dervin, adoptée. |

| Blason de Cuisles | Blason  | Écartelé : aux 1er et 4e d'azur à la grappe de raisin tigée et feuillée d'or, aux 2e et 3e d'argent au crapaud au naturel allumé d'or. |
| Blason de Cuisles | Détails | Le statut officiel du blason reste à déterminer.                                                                                       |

| Blason de Cumières | Blason  | Taillé : au premier d'azur semé de fleurs de lys d'or, au second d'argent au lion de sable, armé et lampassé de gueules. |
| Blason de Cumières | Détails | Le statut officiel du blason reste à déterminer.                                                                         |

Pas d'information pour les communes suivantes : La Caure, La Celle-sous-Chantemerle, Cernay-en-Dormois, Cernon (Marne), Chaintrix-Bierges, Châlons-sur-Vesle, Chaltrait, Chambrecy, Chamery, Champaubert, Champfleury (Marne), Champigneul-Champagne, Champigny (Marne), Champlat-et-Boujacourt, Champvoisy, Chantemerle (Marne), Chapelaine, La Chapelle-Felcourt, La Chapelle-Lasson, La Chapelle-sous-Orbais, Charleville (Marne), Le Châtelier, Châtillon-sur-Broué, Chaudefontaine (Marne), La Chaussée-sur-Marne, Chavot-Courcourt, Le Chemin, Chenay (Marne), La Cheppe, Cheppes-la-Prairie, Chepy, Cherville, Chichey, Chouilly, Clamanges, Clesles, Cloyes-sur-Marne, Coizard-Joches, Conflans-sur-Seine, Connantray-Vaurefroy, Contault, Corfélix, Cormoyeux, Corribert, Corrobert, Corroy, Coulommes-la-Montagne, Coupetz, Coupéville, Courcelles-Sapicourt, Courcemain, Courcy (Marne), Courdemanges, Courjeonnet, Courlandon, Courtagnon, Courtémont, Courthiézy, Courville, Couvrot, La Croix-en-Champagne, Cuis, Cuperly
- Haut – A
- B
- C
- D
- E
- F
- G
- H
- I
- J
- K
- L
- M
- N
- O
- P
- Q
- R
- S
- T
- U
- V
- W
- X
- Y
- Z

## D
| Blason de Damery | Blason  | Taillé d'azur et de gueules au sautoir d'argent brochant sur la partition. |
| Blason de Damery | Détails | Le statut officiel du blason reste à déterminer.                           |

| Blason de Dampierre-sur-Moivre | Blason  | Écartelé en sautoir: au 1er de sinople au grêlier d'or, le pavillon à dextre, aux 2e et 3e d'or à l'épi de blé tigé et feuillé de sinople, au 4e de sinople au poisson d'argent; sur le tout d'azur à la bande d'argent côtoyée de deux doubles cotices potencées et contre-potencées d'or. |
| Blason de Dampierre-sur-Moivre | Détails | Le statut officiel du blason reste à déterminer. |

| Blason de Dizy | Blason  | Tranché : au premier d'azur à l'église d'argent ouverte et ajourée de sable, au second d'or à la branche de vigne au naturel, pamprée de sinople, fruitée de deux grappes de raisin, l'une de pourpre, l'autre d'or ; à la bande d'azur potencée et contre-potencée remplie d'argent brochant sur la partition. |
| Blason de Dizy | Détails | Conflit héraldique : le dessin représente l'église également maçonnée de sable. Le statut officiel du blason reste à déterminer. |

| Blason de Dormans | Blason  | D'azur, semé de fleurs de lys d'or, au coq chantant et hardi d'argent couronné et membré de gueules, brochant sur le tout. |
| Blason de Dormans | Détails | Le statut officiel du blason reste à déterminer.                                                                           |

| Blason de Drosnay | Blason  | Tiercé en pairle renversé: au 1er d'argent au chêne au naturel, au 2e d'azur à la rose des jardins tigée et feuillée d'or, au 3e de gueules à la gerbe de blé d'or; le tout sommé d'un chef de gueules fretté d'or. |
| Blason de Drosnay | Détails | Le statut officiel du blason reste à déterminer. |

Pas d'information pour les communes suivantes : Dampierre-au-Temple, Dampierre-le-Château, Dommartin-Dampierre, Dommartin-Lettrée, Dommartin-sous-Hans, Dommartin-Varimont, Dompremy, Dontrien, Drouilly
- Haut – A
- B
- C
- D
- E
- F
- G
- H
- I
- J
- K
- L
- M
- N
- O
- P
- Q
- R
- S
- T
- U
- V
- W
- X
- Y
- Z

## E
| Blason de Écollemont | Blason  | D'azur à la bande d'argent chargée de l'inscription « Ecollement » en lettres cursives de sable et, en pointe, d'un encrier du même, côtoyée de deux jumelles potencées imbriquées intérieurement d'or, accompagnée en chef à senestre de la croix de saint Louis au naturel, en pointe à dextre de trois épis de blés empoignés et liés d'or et en flanc senestre d'une plume de sable au trait d'argent, ployée en pal, l'extrémité du rachis de sable surmontant l'encrier, et brochant sur la bande et les jumelles supérieures. |
| Blason de Écollemont | Détails | Le statut officiel du blason reste à déterminer. |

| Blason de Écriennes | Blason  | Écartelé : au premier et au quatrième de gueules à une croix tréflée d'argent, au deuxième et au troisième d'azur à une tour carrée d'argent maçonnée de sable ; au sautoir dentelé d'or brochant sur le tout. |
| Blason de Écriennes | Détails | Le statut officiel du blason reste à déterminer. |

| Blason de Épernay | Blason  | D'azur aux trois roses d'argent.                 |
| Blason de Épernay | Détails | Le statut officiel du blason reste à déterminer. |

| Blason de Épine (L') | Blason  | D'azur semé d'épines d'argent, à la fleur de lys d'or brochante, surmontée d'une double divise potencée et contre-potencée du même brochante aussi. |
| Blason de Épine (L') | Détails | Armes parlantes (épines). Le statut officiel du blason reste à déterminer.                                                                          |

| Blason de Essarts-le-Vicomte (Les) | Blason  | Écartelé : au 1er d'azur à deux haches d'armes d'argent, emmanchées d'or, les manches passés en sautoir en pointe, surmontées d'une couronne de vicomte au naturel, au 2e d'or à trois lionceaux de sable, au 3e d'or à un dragon de gueules, au 4e d'azur à la bande d'argent côtoyée de deux doubles cotices potencées contre-potencées d'or. |
| Blason de Essarts-le-Vicomte (Les) | Détails | Armes parlantes (couronne de vicomte). Création Jean-François Binon. Adopté le 28 octobre 2014. |

| Blason de Étoges | Blason  | Parti : au premier écartelé: au I et au IV d'argent semé de croissants de gueules chacun surmontés d'un grillet d'or, au II et au III de gueules aux trois pals de vair et au chef d'or chargé d'une merlette de sable, au second d'argent au dragon de sinople. |
| Blason de Étoges | Détails | * Il y a là non-respect de la règle de contrariété des couleurs : ces armes sont fautives (or sur argent). Le statut officiel du blason reste à déterminer. |

Pas d'information pour les communes suivantes : Éclaires, Écueil (Marne), Écury-le-Repos, Écury-sur-Coole, Élise-Daucourt, Épense, Époye, Escardes, Esclavolles-Lurey, Les Essarts-lès-Sézanne, Esternay, Étréchy (Marne), Étrepy, Euvy
- Haut – A
- B
- C
- D
- E
- F
- G
- H
- I
- J
- K
- L
- M
- N
- O
- P
- Q
- R
- S
- T
- U
- V
- W
- X
- Y
- Z

## F
| Blason de Fagnières | Blason  | D'azur au chevron d'argent accompagné, en chef, de deux moulinets du même emmanchés d'or et, en pointe, d'une épée aussi d'or. |
| Blason de Fagnières | Détails | Le statut officiel du blason reste à déterminer.                                                                               |

| Blason de Faux-Fresnay | Blason  | D'azur à la roue de moulin d'or mouvant d'une champagne ondée d'argent, surmontée d'un fer de lance du même, chapé aussi d'or chargé, à dextre, d'une branche de hêtre de sinople posée en barre et, à senestre, d'une branche de frêne du même posée en bande, au chef d'azur chargé d'une étoile adextrée de deux clefs passées en sautoir et senestrée d'un massacre de cerf, le tout aussi d'or. |
| Blason de Faux-Fresnay | Détails | Armes parlantes. (frêne) Le statut officiel du blason reste à déterminer. |

| Blason de Faverolles-et-Coëmy | Blason  | De gueules fretté d'argent au griffon d'or brochant sur le tout. |
| Blason de Faverolles-et-Coëmy | Détails | Le statut officiel du blason reste à déterminer.                 |

| Blason de Favresse | Blason  | Tiercé en pairle renversé: au 1 de gueules à une tête de cheval coupée d'argent, bridée d'or, au 2 d'or à une enclume de sable surmontée de deux marteaux adossés du même, celui de dextre posé en chevron, au 3 d'azur à la fasce ondée d'argent. |
| Blason de Favresse | Détails | Créé par JF Binon. Adopté en 2021(Blason confirmé par la commune). |

| Blason de Fère-Champenoise | Blason  | Coupé crénelé de cinq merlons et quatre créneaux : au premier de gueules à la fleur de lys d'argent accostée de deux fers de lance du même, au second d'azur plain. |
| Blason de Fère-Champenoise | Détails | Armes parlantes. (fers) Le statut officiel du blason reste à déterminer.                                                                                            |

| Blason de Festigny | Blason  | Coupé : au premier parti au I d'azur semé de fleurs de lys d'or à la bordure componée d'argent et de gueules et au II bandé d'or et d'azur aux deux clefs d'argent passées en sautoir surmontées d'une couronne de quatre tours du même, brochant sur le tout, à la bordure de gueules, au second d'azur à la bande d'argent côtoyée de deux doubles cotices potencées et contre-potencées d'or, à la bordure de gueules. |
| Blason de Festigny | Détails | Différences entre dessin et blasonnement : bordure componée. Le statut officiel du blason reste à déterminer. |

| Blason de Fismes | Blason  | Écartelé : au premier et au quatrième de gueules au dextrochère armé d'argent tenant une épée du même, surmonté d'un casque d'azur taré de profil, au deuxième et au troisième burelé d'argent et d'azur de dix pièces aux trois chevrons de gueules brochant, le premier écimé ; sur le tout d'azur aux trois personnages armés d'or, à dextre d'une lance, au centre d'une épée et à senestre d'une hallebarde, à la bordure d'argent chargée de la légende SIGILL. MAIORIS ET IURATORIUN COMMUNIE DE FIMES, en lettres capitales de sable. |
| Blason de Fismes | Détails | Différences entre dessin et blasonnement : bras issant par défaut. casque de profil et non 3/4. l'armorial de France de donne d'argent et non d'azur. Le statut officiel du blason reste à déterminer. |

Pas d'information pour les communes suivantes : Faux-Vésigneul, Fèrebrianges, Flavigny (Marne), Fleury-la-Rivière, Florent-en-Argonne, Fontaine-Denis-Nuisy, Fontaine-en-Dormois, Fontaine-sur-Ay, La Forestière, Francheville (Marne), Fresne-lès-Reims, Le Fresne (Marne), Frignicourt, Fromentières (Marne)

- Haut – A
- B
- C
- D
- E
- F
- G
- H
- I
- J
- K
- L
- M
- N
- O
- P
- Q
- R
- S
- T
- U
- V
- W
- X
- Y
- Z

## G
| Blason de Gaye | Blason  | De gueules à la fasce ondée abaissée d'argent chargée d'une fasce ondée d'azur, surmontée à dextre d'une gerbe de blé d'or et à senestre de deux clés du même passées en sautoir et brochant sur une épée d'argent garnie d'or, à une roue de moulin du même brochant en cœur ; au chef d'azur chargé d'une fasce d'argent côtoyée de deux doubles burelles potencées contre-potencées d'or. |
| Blason de Gaye | Détails | Création Jean-François Binon, adoptée. |

| Blason de Givry-en-Argonne | Blason  | D'argent à un loup-cervier rampant au naturel, au chef d'azur chargé de deux molettes d'éperon d'or. |
| Blason de Givry-en-Argonne | Détails | Le statut officiel du blason reste à déterminer.                                                     |

| Blason à dessiner | Blason  | Écartelé: Au 1er d'azur à la grappe de raisin d'or tigée et feuillée au naturel, au 2e d'or à l'arbre au naturel, au 3e d'or à la vache Holstein arrêtée, la tête de front, au naturel, au 4e d'or au bouquet de trois épis de blé tigés d'or, mouvant de la dextre et ployés en barre; à la visse de pressoir d'or, mouvant du chef et de la pointe, brochant en pal sur la partition; le tout sommé d'un chef coupé au I d'azur à la double burelle potencée et contre-potencée d'or et au II d'argent à l'inscription « GRAUVES » en lettres capitales de sable. |
| Blason à dessiner | Détails | Le statut officiel du blason reste à déterminer. |

| Blason de Gueux | Blason  | De gueules au griffon dragonné d'or, ailé d'argent; sur le tout, d'azur à trois fleurs de lis d'or surmontées d'une couronne royale du même. |
| Blason de Gueux | Détails | Le statut officiel du blason reste à déterminer.                                                                                             |

Pas d'information pour les communes suivantes : Le Gault-Soigny, Germaine (Marne), Germigny (Marne), Germinon, Giffaumont-Champaubert, Gigny-Bussy, Gionges, Givry-lès-Loisy, Gizaucourt, Glannes, Gourgançon, Les Grandes-Loges, Granges-sur-Aube, Gratreuil
- Haut – A
- B
- C
- D
- E
- F
- G
- H
- I
- J
- K
- L
- M
- N
- O
- P
- Q
- R
- S
- T
- U
- V
- W
- X
- Y
- Z

## H
| Blason de Haussignémont | Blason  | D'or à la bande d'azur chargée de trois fleurs de lys d'argent, accompagnée, en chef, d'un cor de chasse contourné de sinople, lié de gueules, et, en pointe, d'une tête de maure de sable liée aussi d'argent. |
| Blason de Haussignémont | Détails | Le statut officiel du blason reste à déterminer. |

| Blason de Hautvillers | Blason  | De gueules aux deux clefs d'or passées en sautoir. |
| Blason de Hautvillers | Détails | Le statut officiel du blason reste à déterminer.   |

| Blason de Heiltz-le-Hutier | Blason  | De contre-vair à la croix ancrée d'or.                                    |
| Blason de Heiltz-le-Hutier | Détails | Création : Jean-Paul Denise, adoptée en Conseil municipal le 31 mai 2002. |

| Blason de Heiltz-l'Évêque | Blason  | Parti d'azur à une tour d'argent maçonnée de sable, et de gueules à une crosse d'or. |
| Blason de Heiltz-l'Évêque | Détails | Le statut officiel du blason reste à déterminer.                                     |

| Blason de Heiltz-le-Maurupt | Blason  | Parti d'azur et d'or au buisson soutenu d'une tierce ondée, le tout de l'un en l'autre. |
| Blason de Heiltz-le-Maurupt | Détails | Le statut officiel du blason reste à déterminer.                                        |

| Blason de Hermonville | Blason  | D'azur à la gerbe de blé d'or posée sur une champagne cousue de sinople, au chef d'argent chargé de deux grappes de raisin de sable tigées et feuillées de sinople. |
| Blason de Hermonville | Détails | * Il y a là non-respect de la règle de contrariété des couleurs : ces armes sont fautives (sinople sur azur). Le statut officiel du blason reste à déterminer.      |

| Blason de Huiron | Blason  | D'azur à la montagne de six coupeaux d'or posée sur une terrasse voûtée de sinople et accompagnée à dextre d'un soleil d'or et à senestre d'une fleur de lis du même; au chef cousu de gueules chargé d'une crosse d'or et d'un bourdon du même, passés en sautoir. |
| Blason de Huiron | Détails | * Il y a là non-respect de la règle de contrariété des couleurs : ces armes sont fautives (sinople et gueules sur azur). Le statut officiel du blason reste à déterminer.                                                                                           |

Pas d'information pour les communes suivantes : Hans (Marne), Haussimont, Hauteville (Marne), Herpont, Heutrégiville, Hourges, Humbauville
- Haut – A
- B
- C
- D
- E
- F
- G
- H
- I
- J
- K
- L
- M
- N
- O
- P
- Q
- R
- S
- T
- U
- V
- W
- X
- Y
- Z

## I
| Blason de Isle-sur-Marne | Blason  | D'azur au chevron d'or accompagné, en chef, de deux rencontres de cerf d'argent et, en pointe, d'une croix de Malte du même. |
| Blason de Isle-sur-Marne | Détails | Le statut officiel du blason reste à déterminer.                                                                             |

| Blason de Isles-sur-Suippe | Blason  | D'azur semé de fleurs de lys d'or à la croix d'argent brochant sur le tout. |
| Blason de Isles-sur-Suippe | Détails | Le statut officiel du blason reste à déterminer.                            |

Pas d'information pour les communes suivantes : Igny-Comblizy, Isse, Les Istres-et-Bury
- Haut – A
- B
- C
- D
- E
- F
- G
- H
- I
- J
- K
- L
- M
- N
- O
- P
- Q
- R
- S
- T
- U
- V
- W
- X
- Y
- Z

## J
| Blason de Jâlons | Blason  | Tiercé en pairle renversé: au 1 de sinople à une harpe d'or, au 2 de gueules à un panier d'osier d'or, au 3 d'argent à trois fasces ondées d'azur et à deux bouquets de trois roseaux à massette tigés et feuillés au naturel brochant sur les fasces. |
| Blason de Jâlons | Détails | Le statut officiel du blason reste à déterminer. Auteur(s)J.-F. Binon |

| Blason à dessiner | Blason  | Tiercé en pal d'azur, d'argent et de gueules à la corneille volante de sable, tenant en son bec un pampre de vigne tigé au naturel, feuillé de sinople, aux trois grappes de raisin, celles de dextre et de senestre d'or, la troisième de pourpre. |
| Blason à dessiner | Détails | Le statut officiel du blason reste à déterminer. |

| Blason de Jonchery-sur-Suippe | Blason  | Trois barres, une tour brochante et un lion léopardé la tête contournée surbrochant. |
| Blason de Jonchery-sur-Suippe | Détails | Le statut officiel du blason reste à déterminer.                                     |

| Blason de Jonchery-sur-Vesle | Blason  | Écartelé : au premier et au quatrième d'argent au lion de sinople armé, lampassé et couronné d'or, au deuxième et au troisième d'azur au lion couronné d'or. |
| Blason de Jonchery-sur-Vesle | Détails | Création : Henri Duffrenelle, adoptée en Conseil municipal le 6 décembre 1977.                                                                               |

| Blason de Juvigny | Blason  | D'azur au chevron d'argent accompagné, en chef, de deux étoiles du même et, en pointe, d'une gerbe de blé d'or sommée d'un pigeon ramier aussi d'argent. |
| Blason de Juvigny | Détails | Le statut officiel du blason reste à déterminer. |

Pas d'information pour les communes suivantes : Janvilliers, Joiselle, Jonquery, Jouy-lès-Reims, Jussecourt-Minecourt

- Haut – A
- B
- C
- D
- E
- F
- G
- H
- I
- J
- K
- L
- M
- N
- O
- P
- Q
- R
- S
- T
- U
- V
- W
- X
- Y
- Z

## L
| Blason de Lachy | Blason  | De gueules à deux fontaines jaillissantes d'or en chef et au château d'argent ouvert et ajouré du champ en pointe. |
| Blason de Lachy | Détails | Le statut officiel du blason reste à déterminer.                                                                   |

| Blason de Larzicourt | Blason  | Écartelé : au premier d'argent fretté de sable, au chef d'or chargé de trois merlettes aussi de sable, au deuxième d'azur aux trois fleurs de lys d'or, au bâton de gueules péri en bande et au bâton d'argent péri en barre brochant sur le précédent, au troisième d'or au lion d'azur lampassé et couronné de gueules, au quatrième de sinople à la fasce d'argent chargée d'une couleuvre ondoyante de sable, accompagnée de trois roses d'or. |
| Blason de Larzicourt | Détails | Le statut officiel du blason reste à déterminer. |

| Blason de Lenharrée | Blason  | D'argent à deux cotices de sable.                |
| Blason de Lenharrée | Détails | Le statut officiel du blason reste à déterminer. |

| Blason de Linthelles | Blason  | Écartelé en sautoir : au premier d'azur au croissant d'or, au deuxième et au troisième d'azur aux cinq fasces d'argent, au quatrième d'azur au casque d'argent taré à demi-profil ; au sautoir engrêlé d'or brochant sur la partition. |
| Blason de Linthelles | Détails | Le statut officiel du blason reste à déterminer. |

| Blason de Linthes | Blason  | Parti : au 1er d'azur à un heaume d'argent taré de trois-quarts, au 2d de gueules à une clé d'or ; à la double vergette potencée contre-potencée d'or, l'intervalle rempli d'azur et brochant sur la partition. |
| Blason de Linthes | Détails | Le statut officiel du blason reste à déterminer. |

| Blason de Livry-Louvercy | Blason  | De gueules à la crosse d'or et à l'épée d'argent garnie aussi d'or passées en sautoir, à la champagne aussi d'argent sommée d'une divise d'azur chargée d'une jumelle d'or potencée et contre-potencée, au chef aussi d'azur chargé de deux anilles aussi d'or, soutenu d'une divise ondée d'argent. |
| Blason de Livry-Louvercy | Détails | Le statut officiel du blason reste à déterminer. |

| Blason de Loisy-sur-Marne | Blason  | D’argent au lion de gueules ; à la bordure engrêlée d’azur. |
| Blason de Loisy-sur-Marne | Détails | Le statut officiel du blason reste à déterminer.            |

| Blason de Louvois | Blason  | D'azur aux deux loups passants, rangés en bande, côtoyés de deux doubles cotices potencées et contre-potencées, le tout d'or, au chef aussi d'azur chargé de trois étoiles aussi d'or, soutenu du même. |
| Blason de Louvois | Détails | Armes parlantes. (loups) Le statut officiel du blason reste à déterminer. |

| Blason de Ludes | Blason  | D'azur à la bande d'or chargée de trois grappes de raisin d'azur posées à plomb, accompagnée, en chef, d'une étoile côtoyée de deux billettes et, en pointe, d'un épi de blé, le tout aussi d'or. |
| Blason de Ludes | Détails | Le statut officiel du blason reste à déterminer. |

| Blason de Luxémont-et-Villotte | Blason  | D'or au lion de gueules à la queue fourchue, armé, lampassé et couronné d'argent, à la traverse du même brochant sur le tout, à la bordure aussi de gueules chargée, en chef, de trois étoiles aussi d'argent et, en pointe, d'une coquille du champ. |
| Blason de Luxémont-et-Villotte | Détails | Le statut officiel du blason reste à déterminer. |

Pas d'information pour les communes suivantes : Lagery, Landricourt (Marne), Laval-sur-Tourbe, Lavannes, Leuvrigny, Lhéry, Lignon (Marne), Lisse-en-Champagne, Loisy-en-Brie, Loivre
- Haut – A
- B
- C
- D
- E
- F
- G
- H
- I
- J
- K
- L
- M
- N
- O
- P
- Q
- R
- S
- T
- U
- V
- W
- X
- Y
- Z

## M
| Blason de Magenta (Marne) | Blason  | D'azur à une barre d'argent chargée d'une barre magenta au naturel côtoyée de deux doubles cotices en barre potencées et contre-potencées d’or, le tout accompagné de deux ponts alaisés de trois arches aussi d'argent dessinés en perspective et posés en barre, l'un en chef l'autre en pointe, et à une filière aussi d'or. |
| Blason de Magenta (Marne) | Détails | Armes parlantes. * Il y a là non-respect de la règle de contrariété des couleurs : ces armes sont fautives (or sur argent). Le statut officiel du blason reste à déterminer. |

| Blason de Mailly-Champagne | Blason  | Coupé : au premier parti au I taillé de sinople et d'argent semé de pomponnes (flûtes à champagne sans pied) d'or et au II d'azur à la bande d'argent côtoyée de deux doubles cotices potencées et contre-potencées d'or, au second d'argent au cep de vigne arraché pampré de sinople, fruité de pourpre, au chef bastillé d'orangé maçonné de sable. |
| Blason de Mailly-Champagne | Détails | Le statut officiel du blason reste à déterminer. |

| Blason de Maisons-en-Champagne | Blason  | D'argent au sautoir d'azur, au lion d'or armé et lampassé de gueules brochant sur le tout. |
| Blason de Maisons-en-Champagne | Détails | Le statut officiel du blason reste à déterminer.                                           |

| Blason de Mancy | Blason  | Écartelé : au premier et au quatrième d'azur au chevron d'or accompagné, en chef, de deux roses d'argent et en pointe, d'une coquille aussi d'or, au deuxième et au troisième de sinople au coq hardi d'argent barbé, crêté, langué et membré de gueules. |
| Blason de Mancy | Détails | Le statut officiel du blason reste à déterminer. |

| Blason de Marcilly-sur-Seine | Blason  | D'azur au pairle d'argent chargé de trois trains de billes de bois au naturel, accompagné, en chef, d'un poisson contourné aussi d'argent, au flanc dextre, d'une ancre cordée d'or et, au flanc senestre, d'une gerbe de blé du même. |
| Blason de Marcilly-sur-Seine | Détails | Le statut officiel du blason reste à déterminer. |

| Blason de Mardeuil | Blason  | D'azur à la bande d'argent côtoyée de deux doubles cotices potencées et contre-potencées d'or, au pressoir aussi d'argent brochant sur le tout. |
| Blason de Mardeuil | Détails | Le statut officiel du blason reste à déterminer.                                                                                                |

| Blason de Mareuil-le-Port | Blason  | De sinople à la barre cousue d'azur chargée d'un bâton d'argent surchargé à l'intérieur de potences et de contre-potences de sable, accompagnée, en chef, d'une grappe de raisin tigée du même et, en pointe, d'un épi de blé aussi de sable, au chef d'or. |
| Blason de Mareuil-le-Port | Détails | * Il y a là non-respect de la règle de contrariété des couleurs : ces armes sont fautives (azur et sable sur sinople). Le statut officiel du blason reste à déterminer.                                                                                     |

| Blason de Mareuil-sur-Ay | Blason  | Écartelé : au 1er de gueules à une tour d'argent, ouverte du champ et maçonnée de sable, aux 2e et 3e d'azur à la bande d'argent côtoyée de deux doubles cotices potencées contre-potencées d'or, au 4e de gueules à une grappe de raisin tigée d'argent surmontée de deux tonnelets couchés du même. |
| Blason de Mareuil-sur-Ay | Détails | Adopté en 2012. |

| Blason de Margerie-Hancourt | Blason  | Parti : au 1er d'azur à la bande d'argent, chargée d'un trèfle de sinople et côtoyée de deux doubles cotices potencées contre-potencées d'or, au 2d coupé au I de gueules à une gerbe de blé d'or, au II d'or à un dragon de sinople lampassé et onglé de gueules. |
| Blason de Margerie-Hancourt | Détails | Adopté en novembre 2021. |

| Blason de Marolles | Blason  | Écartelé : au premier et au quatrième de sinople aux trois têtes de bélier d'argent, au deuxième et au troisième d'azur aux trois roses d'or. |
| Blason de Marolles | Détails | Le statut officiel du blason reste à déterminer.                                                                                              |

| Blason de Maurupt-le-Montois | Blason  | D'azur au chevron d'or chargé de trois molettes de sable, accompagné de trois roses d'argent. |
| Blason de Maurupt-le-Montois | Détails | Le statut officiel du blason reste à déterminer.                                              |

| Blason de Meix-Tiercelin (Le) | Blason  | D'or aux trois têtes de faucon de sable, à la bordure engrêlée d'azur.                                              |
| Blason de Meix-Tiercelin (Le) | Détails | Conflit héraldique : le dessin ne montre que deux têtes de faucon. Le statut officiel du blason reste à déterminer. |

| Blason de Merfy | Blason  | Divisé en chevron : au premier de gueules au pampre de vigne d'or à dextre et à l'épi de blé du même à senestre, au second d'azur à la Pietà d'argent ; au chevron d'argent côtoyé de deux doubles cotices en chevron potencées et contre-potencées d'or, le tout brochant sur la partition. |
| Blason de Merfy | Détails | Armes parlantes. (jeu de mots : mère et fils, Marie et Jésus dans ses bras) Le statut officiel du blason reste à déterminer. |

| Blason de Merlaut | Blason  | Parti : au 1er d'azur à la falaise d'argent mouvant du flanc dextre et de la pointe, au chef cousu* de gueules chargé d'une grappe de raisin tigée et feuillée d'or, au 2d de sinople à la tête coupée de cheval d'or bridée de gueules, surmontée d'une banderole d'or chargée de l'inscription « MERLAUT » de sable et soutenue d'une fasce ondée d'azur bordée d'argent. |
| Blason de Merlaut | Détails | * Ces armes emploient le terme « cousu » dans le seul but de contrevenir à la règle de contrariété des couleurs : elles sont fautives (gueules sur azur). Adopté le 25 septembre 2018. |

| Blason de Mesnil-sur-Oger (Le) | Blason  | D'argent au lion d'azur à la queue fourchue et passée en sautoir. |
| Blason de Mesnil-sur-Oger (Le) | Détails | Le statut officiel du blason reste à déterminer.                  |

| Blason de Moiremont | Blason  | D'azur semé de fleurs de lys d'or, à la crosse d'argent brochant sur le tout. |
| Blason de Moiremont | Détails | Le statut officiel du blason reste à déterminer.                              |

| Blason de Monthelon | Blason  | D'azur à l'aigle d'argent soutenue de deux serpettes d'or passées en sautoir, au chef du même semé de grillets d'argent soutenus chacun d'un croissant de gueules. |
| Blason de Monthelon | Détails | * Il y a là non-respect de la règle de contrariété des couleurs : ces armes sont fautives (argent sur or). Le statut officiel du blason reste à déterminer.        |

| Blason de Montigny-sur-Vesle | Blason  | D'azur semé de fleurs de lys d'or au lion d'argent armé et lampassé de gueules brochant issant d'une champagne ondée aussi d'argent. |
| Blason de Montigny-sur-Vesle | Détails | Le statut officiel du blason reste à déterminer.                                                                                     |

| Blason de Montmirail | Blason  | Fascé de vair et de gueules.                     |
| Blason de Montmirail | Détails | Le statut officiel du blason reste à déterminer. |

| Blason de Montmort-Lucy | Blason  | Tranché ondé : au 1er d'azur à la colombe d'argent tenant en son bec un rameau d'olivier d'or, au 2e d'or à l'épée de gueules et à la clef du même passées en sautoir ; sur le tout, d'argent à la croix de gueules chargée de cinq coquilles d'or, cantonnée au 1er de la lettre M capitale ronde de sable et au 4e de la lettre L du même. |
| Blason de Montmort-Lucy | Détails | Le statut officiel du blason reste à déterminer. |

| Blason de Mourmelon-le-Grand | Blason  | D'azur à la bande d'argent côtoyée de deux doubles cotices potencées et contre-potencées d'or, accompagnée, en chef, d'une aigle romaine d'or empiétant un foudre du même et, en pointe, de deux fûts de canon aussi d'or passés en sautoir. |
| Blason de Mourmelon-le-Grand | Détails | Le statut officiel du blason reste à déterminer. |

| Blason de Mourmelon-le-Petit | Blason  | D'azur à la bande d'argent côtoyée de deux doubles cotices potencées et contre-potencées d'or, à la roue de moulin du même issant d'une burelle ondée aussi d'argent en pointe, à la crosse aussi d'or brochant sur le tout, au chef échiqueté d'azur et d'argent de trois tires chargé d'une aigle romaine empiétant un foudre, adextrée d'un épi de blé soutenu d'une force et senestrée d'ailes de moulin, le tout d'or. |
| Blason de Mourmelon-le-Petit | Détails | Le statut officiel du blason reste à déterminer. |

| Blason à dessiner | Blason  | Taillé : au premier de sinople à l'usine surmontée d'un silo, lui-même surmonté d'un arbre senestré d'une maison, le tout d'argent, au second de gueules au mouton contourné surmonté d'une gerbe de blé, elle-même surmontée d'un annelet, le tout d'or ; à la pointe d'or en barre brochant sur la partition. |
| Blason à dessiner | Détails | Le statut officiel du blason reste à déterminer. |

Pas d'information pour les communes suivantes : Maffrécourt, Magneux (Marne), Mairy-sur-Marne, Malmy, Mareuil-en-Brie, Marfaux, Margny (Marne), Marigny (Marne), Marsangis, Marson, Massiges, Matignicourt-Goncourt, Matougues, Mécringes, Le Meix-Saint-Epoing, Méry-Prémecy, Les Mesneux, Minaucourt-le-Mesnil-lès-Hurlus, Mœurs-Verdey, Moivre (Marne), Moncetz-l'Abbaye, Moncetz-Longevas, Mondement-Montgivroux, Mont-sur-Courville, Montbré, Montépreux, Montgenost, Morangis (Marne), Morsains, Moslins, Moussy (Marne), Mutigny
- Haut – A
- B
- C
- D
- E
- F
- G
- H
- I
- J
- K
- L
- M
- N
- O
- P
- Q
- R
- S
- T
- U
- V
- W
- X
- Y
- Z

## N
| Blason de Nogent-l'Abbesse | Blason  | Taillé : au premier de sinople au pampre de vigne tigé, feuillé et fruité d'or, au second d'azur semé de fleurs de lys d'or ; à Saint Caprais armé, visière ouverte, épée nue et brandie, monté sur un cheval, le tout d'argent, surmonté d'une jumelle potencée et contre-potencée d'or, brochant sur le tout. |
| Blason de Nogent-l'Abbesse | Détails | Le statut officiel du blason reste à déterminer. |

| Blason de Norrois | Blason  | D'argent au sautoir engrelé de sable chargé d'un sautoir de gueules* * Il y a là non-respect de la règle de contrariété des couleurs : ces armes sont fautives (gueules sur sable). |
| Blason de Norrois | Détails | Créé par JF Binon.Blason sur l'application PanneauPocket, 2025. |

| Blason de Nuisement-sur-Coole | Blason  | Taillé : au 1er d'or à un mont de sinople sommé d'un noyer du même, au 2d de sinople à une gerbe de blé d'or en chef et à une roue de moulin d'argent en pointe ; à la barre ondée d'argent chargée d'une barre ondée d'azur brochante . |
| Blason de Nuisement-sur-Coole | Détails | Création Jean-François Binon, adoptée en 2016. |

Pas d'information pour les communes suivantes : Nanteuil-la-Forêt, Nesle-la-Reposte, Nesle-le-Repons, La Neuville-au-Pont, La Neuville-aux-Bois, La Neuville-aux-Larris, Neuvy (Marne), Noirlieu, La Noue
- Haut – A
- B
- C
- D
- E
- F
- G
- H
- I
- J
- K
- L
- M
- N
- O
- P
- Q
- R
- S
- T
- U
- V
- W
- X
- Y
- Z

## O
| Blason de Œuilly | Blason  | D'azur à trois aigrettes d'argent becquées et membrées de sable. |
| Blason de Œuilly | Détails | Le statut officiel du blason reste à déterminer.                 |

| Blason de Oger | Blason  | D'azur aux trois moulinets d'argent emmanchés d'or. |
| Blason de Oger | Détails | Le statut officiel du blason reste à déterminer.    |

| Blason de Oiry | Blason  | D'azur à la bande d'argent côtoyée de deux doubles cotices potencées et contre-potencées d'or, accompagnée, en chef, d'un pont isolé du même maçonné de sable et, en pointe, d'une merlette aussi d'or. |
| Blason de Oiry | Détails | Le statut officiel du blason reste à déterminer. |

| Blason de Omey | Blason  | Tiercé en pairle renversé: au 1) de gueules au fossile d'ammonite d'argent, au 2) d'or à la grappe de raisin de sinople, feuillée de deux pièces du même et tigée de tenné, au 3) d'azur à deux burelles ondées d'agent et à deux clefs de sable passées en sautoir brochantes.                                                            |
| Blason de Omey | Détails | Le fossile d'ammonite représente la présence de fossiles dans le sous-sol de la Champagne crayeuse, le raisin rappelle que la commune est viticole, les ondes représentent la Marne qui arrose la commune et les clefs sont les attributs de saint Pierre. Création de Jean-François Binon adoptée par la municipalité le 20 janvier 2016. |

| Blason de Orbais-l'Abbaye | Blason  | D'azur aux deux clefs d'or passées en sautoir, à l'épée d'argent brochante, le tout accosté de deux larmes du même, elles-mêmes surmontées de deux fleurs de lys aussi d'or. |
| Blason de Orbais-l'Abbaye | Détails | Le statut officiel du blason reste à déterminer. |

| Blason de Orconte | Blason  | D'argent à la bande ondée de gueules chargée de trois besants d'or, accompagnée de deux lions aussi de gueules. |
| Blason de Orconte | Détails | Le statut officiel du blason reste à déterminer.                                                                |

Pas d'information pour les communes suivantes : Ognes (Marne), Olizy, Ormes (Marne), Outines, Outrepont, Oyes

- Haut – A
- B
- C
- D
- E
- F
- G
- H
- I
- J
- K
- L
- M
- N
- O
- P
- Q
- R
- S
- T
- U
- V
- W
- X
- Y
- Z

## P
| Blason de Pargny-sur-Saulx | Blason  | D'or aux deux fasces contre-bretessées de gueules, au pal d'azur brochant sur le tout, chargé, en chef, d'une fleur de lys du champ et, en pointe, d'une tierce ondée d'argent. |
| Blason de Pargny-sur-Saulx | Détails | Conflit héraldique : le dessin montre une fasce ondée et non une tierce ondée. Le statut officiel du blason reste à déterminer.                                                 |

| Blason de Passy-Grigny | Blason  | D'or à la pointe d'azur chargée d'une clef du champ et d'une épée d'argent garnie aussi d'or passées en sautoir, surmontée d'une croisette pattée de gueules accostée de deux lions affrontés de sable armés, lampassés et couronnés aussi de gueules. |
| Blason de Passy-Grigny | Détails | Le statut officiel du blason reste à déterminer. |

| Blason de Pévy | Blason  | Parti: au 1 d'or à une grappe de raisin de pourpre, tigée de senné et feuillée de snople, au 2 de gueules à une rose des jardins tigée et feuillée d'argent; le tout au chef d'azur à la bande d'argent côtoyée de deux doubles cotices potencées contre-potencées d'or. |
| Blason de Pévy | Détails | Créé par JF Binon. Site Internet de la commune, 2022. |

| Blason de Pierry | Blason  | D’argent à la double cotice potencée et contre-potencée d’azur, à la grappe de raisin de pourpre, feuillée de sinople, vrillée d’or et brochant en cœur, au triangle allongé d’or, la pointe en bas et touchant la pointe de l’écu, chargé de l’ombre d’une plume de sable et brochant sur le tout. |
| Blason de Pierry | Détails | Le statut officiel du blason reste à déterminer. |

| Blason de Pleurs | Blason  | D'azur au chevron d'or accompagné de trois griffons d'argent, les deux du chef affrontés. |
| Blason de Pleurs | Détails | Le statut officiel du blason reste à déterminer.                                          |

| Blason de Plivot | Blason  | Parti : au premier de sinople à la gerbe de blé d'or, au second d'azur semé de fleurs de lys d'or à la croix d'argent brochant sur le tout. |
| Blason de Plivot | Détails | Le statut officiel du blason reste à déterminer.                                                                                            |

| Blason de Pocancy | Blason  | De sinople au chevron accompagné, en chef, de deux roses et, en pointe, d'une croisette patriarcale, le tout d'or. |
| Blason de Pocancy | Détails | Le statut officiel du blason reste à déterminer.                                                                   |

| Blason de Pogny | Blason  | D'azur au pont ancien d'argent, maçonné de sable, mouvant des flancs, posé sur une burelle ondée aussi d'argent, le tout soutenu d'une demi-roue de moulin faillie en pointe d'or, au chef cousu de gueules chargé de trois flammes aussi d'or. |
| Blason de Pogny | Détails | * Il y a là non-respect de la règle de contrariété des couleurs : ces armes sont fautives (gueules sur azur). Le statut officiel du blason reste à déterminer.                                                                                  |

| Blason de Poix | Blason  | De gueules au chevron accompagné de trois chèvres couchées, le tout d'or. |
| Blason de Poix | Détails | Création Jean-Paul Denise, adoptée le 26 août 2003.                       |

| Blason de Pontfaverger-Moronvilliers | Blason  | D'azur au pont en dos d'âne de trois arches d'argent, maçonné de sable, posé sur une champagne de sinople chargée d'une gerbe de blé d'or, surmonté de deux fleurs de lys du même, au comble potencé et contre-potencé aussi d'argent. |
| Blason de Pontfaverger-Moronvilliers | Détails | Le statut officiel du blason reste à déterminer. |

| Blason de Potangis | Blason  | Écartelé : au premier d'or à la panelle (feuille de peuplier) versée de sinople, au deuxième de sinople à l'étoile d'or, au troisième d'azur au trèfle d'or, au quatrième de gueules à la perdrix d'argent ; à la croix pattée de sable, percée en losange, brochant sur la partition. |
| Blason de Potangis | Détails | Le statut officiel du blason reste à déterminer. |

| Blason de Pourcy | Blason  | Tiercé en pairle renversé: au 1 de gueules à une coquille d'escargot de mer d'or, en pal, l'ouverture vers le chef; au 2 d'or à une grappe de raisin de pourpre tigée de tenné et feuillée de sinople, au 3 d'azur à une colombe fondant d'argent tenant la sainte Ampoule d'or |
| Blason de Pourcy | Détails | Créé par JF Binon. Site Internet de la commune, 2018. |

| Blason de Pringy | Blason  | D'azur à une jumelle ondée en bande abaissée d'argent accompagnée à senestre de deux épis de blé d'or ployés en chevron renversé, surmontés d’une anille d’argent ; au franc-quartier de gueules chargé d'une colombe en vol d'argent, tenant en son bec la sainte Ampoule d'or.                                                 |
| Blason de Pringy | Détails | Les ondes évoquent la Marne qui arrose la commune. L'anille et les blés viennent du blason de la famille Jacobé qui en était les seigneurs en 1557. La colombe et l'ampoule du baptême de Clovis sont les attributs de saint Remi, patron de la paroisse locale. Création de Jean-François Binon adoptée par la commune en 2020. |

| Blason de Prunay | Blason  | D'azur à la bande d'argent côtoyée de deux doubles cotices potencées contre-potencées d'or, l'intervalle entre les potences rempli de gueules. |
| Blason de Prunay | Détails | Le statut officiel du blason reste à déterminer.                                                                                               |

Pas d'information pour les communes suivantes : Pargny-lès-Reims, Passavant-en-Argonne, Péas, Les Petites-Loges, Pierre-Morains, Plichancourt, Poilly (Marne), Pomacle, Ponthion, Possesse, Pouillon (Marne), Prosnes, Prouilly, Puisieulx

- Haut – A
- B
- C
- D
- E
- F
- G
- H
- I
- J
- K
- L
- M
- N
- O
- P
- Q
- R
- S
- T
- U
- V
- W
- X
- Y
- Z

## Q
Pas d'information pour les communes suivantes : Queudes

## R
| Blason de Reims | Blason  | D'argent aux deux rinceaux de laurier de sinople passés en double sautoir, au chef d'azur semé de fleurs de lys d'or. |
| Blason de Reims | Détails | Le statut officiel du blason reste à déterminer.                                                                      |

| Blason de Reuil | Blason  | Fascé d'or et de sable de huit pièces à la bande de vair brochant sur le tout. |
| Blason de Reuil | Détails | Le statut officiel du blason reste à déterminer.                               |

| Blason de Réveillon | Blason  | D'argent aux deux fasces de gueules chargées de cinq trèfles d'or, 3 et 2, au chef d'azur chargé d'une aigle aussi d'or. |
| Blason de Réveillon | Détails | Le statut officiel du blason reste à déterminer.                                                                         |

| Blason de Rivières-Henruel (Les) | Blason  | Mi-parti : au premier d'or à l'aigle de sable, au second d'argent aux quatre fasces de gueules ; au pal ondé d'azur chargé d'une double vergette potencée et contre-potencée d'or, brochant sur la partition. |
| Blason de Rivières-Henruel (Les) | Détails | Le statut officiel du blason reste à déterminer. |

Pas d'information pour les communes suivantes : Rapsécourt, Recy, Reims-la-Brûlée, Remicourt (Marne), Reuil, Reuves, Rieux (Marne), Rilly-la-Montagne, Romain (Marne), Romery (Marne), Romigny, Rosnay (Marne), Rouffy, Rouvroy-Ripont

- Haut – A
- B
- C
- D
- E
- F
- G
- H
- I
- J
- K
- L
- M
- N
- O
- P
- Q
- R
- S
- T
- U
- V
- W
- X
- Y
- Z

## S
| Blason de Sacy | Blason  | De gueules aux deux tiges de blé feuillées d'argent aux épis d'or, posées en ogive renversée, passées en sautoir en pointe, liées du même, encadrant un cep de vigne feuillé aussi d'argent, fruité de trois pièces aussi d'or. |
| Blason de Sacy | Détails | Le statut officiel du blason reste à déterminer. |

| Blason de Saint-Amand-sur-Fion | Blason  | De sinople à la croix de Malte d'argent cantonnée en chef de deux étoiles d'or, à la crosse du même brochant sur le tout. |
| Blason de Saint-Amand-sur-Fion | Détails | Le statut officiel du blason reste à déterminer.                                                                          |

| Blason de Saint-Étienne-sur-Suippe | Blason  | Écartelé : au premier et au quatrième d'azur au chevron d'or accompagné de trois alérions d'argent, au deuxième et au troisième de gueules à la croix engrêlée d'or cantonnée de quatre annelets du même. |
| Blason de Saint-Étienne-sur-Suippe | Détails | Le statut officiel du blason reste à déterminer. |

| Blason de Saint-Gibrien | Blason  | Écartelé en sautoir : au premier d'azur à la fasce d'argent cotoyée de deux doubles burelles potencées et contre-potencées d'or, au deuxième de gueules aux deux épis de blé feuillés d'or, les tiges passées en sautoir, au troisième de gueules au héron contourné d'or, au quatrième d'or au trèfle de sinople. |
| Blason de Saint-Gibrien | Détails | Le statut officiel du blason reste à déterminer. |

| Blason de Saint-Hilaire-au-Temple | Blason  | Tiercé en pairle renversé : au 1er de gueules à une mitre d'or brochant sur une crosse contournée du même posée en barre, au 2e d'or à une croix pattée et alésée de gueules, au 3e d'azur à la fasce ondée d'argent et à une gerbe d'or brochante.                                                                                 |
| Blason de Saint-Hilaire-au-Temple | Détails | La crosse et la mitre évoquent saint Hilaire, patron de la paroisse locale, la croix rappelle la commanderie de La Neuville, à laquelle appartenait Saint-Hilaire. Enfin, la gerbe de blé est pour l'agriculture et la fasce ondée pour la [Vesle-fr] qui arrose la commune. Création Jean-François Binon, adoptée en juillet 2018. |

| Blason de Saint-Imoges | Blason  | D'azur à l'arbre terrassé cousu de sinople, au chef cousu de gueules chargé de trois coquilles d'or. |
| Blason de Saint-Imoges | Détails | * Ces armes emploient le terme « cousu » dans le seul but de contrevenir à la règle de contrariété des couleurs : elles sont fautives (sinople et gueules sur azur). Le statut officiel du blason reste à déterminer. |

| Blason de Saint-Just-Sauvage | Blason  | Écartelé : au premier et au quatrième de gueules aux cinq étoiles de sept rais d'or, au deuxième et au troisième d'or aux cinq panelles (feuilles de peuplier) versées d'azur. |
| Blason de Saint-Just-Sauvage | Détails | Le statut officiel du blason reste à déterminer. |

| Blason de Saint-Lumier-la-Populeuse | Blason  | Parti : au 1er d'argent à un rencontre de taureau de sable, au 2d d'azur à une volute de crosse d'argent ; au chef ondé d'or chargé d'une forêt de peupliers isolée de sinople. |
| Blason de Saint-Lumier-la-Populeuse | Détails | Armes parlantes. (peupliers) Adopté en avril 2022. |

| Blason à dessiner | Blason  | Taillé, au premier d'or à la branche de vigne pamprée de sinople, fruitée de deux pièces de pourpre, au second d'azur à la roue de moulin d'argent mouvant du flanc senestre, issant d'une plaine ondée du même ; à la double cotice potencée et contre-potencée d'or brochant sur la partition. |
| Blason à dessiner | Détails | Conflit héraldique : plusieurs éléments figurant sur le second du taillé ne sont pas blasonnés. Le statut officiel du blason reste à déterminer. |

| Blason de Saint-Martin-sur-le-Pré | Blason  | D'azur au sautoir d'or, cantonné de quatre épis de blé du même. |
| Blason de Saint-Martin-sur-le-Pré | Détails | Le statut officiel du blason reste à déterminer.                |

| Blason de Saint-Masmes | Blason  | Losangé de gueules et d'or, chargé au premier quartier d'un agneau pascal d'argent, la tête contournée, tenant une hampe croisetée au guidon d'argent chargé d'une croisette de gueules, au flanc senestre d'une gerbe de blé d'or et en pointe de deux rivières ondées d'azur, passées en sautoir, mouvant des flancs, s'élargissant vers la pointe, celle en bande sommée à dextre d'une roue de moulin de sable et celle posée en barre brochant sur celle posée en bande. Ornements extérieursCroix de guerre 1914-1918 |
| Blason de Saint-Masmes | Détails | Le statut officiel du blason reste à déterminer. |

| Blason de Saint-Memmie | Blason  | D'azur à la croix alésée cantonnée au premier d'une lettre S capitale et au quatrième d'une lettre M capitale, le tout d'or. |
| Blason de Saint-Memmie | Détails | Le statut officiel du blason reste à déterminer.                                                                             |

| Blason de Saint-Remy-en-Bouzemont-Saint-Genest-et-Isson | Blason  | D'azur à la bande d'argent chargée d'une bande de sable surchargée de trois flanchis d'or, accompagnée en chef d'une colombe du Saint Esprit aussi d'argent fondant et tenant en son bec la Sainte Ampoule aussi d'or. |
| Blason de Saint-Remy-en-Bouzemont-Saint-Genest-et-Isson | Détails | Le statut officiel du blason reste à déterminer. |

| Blason de Saint-Thierry | Blason  | De gueules à l'arbre au naturel mouvant de la pointe, sommé d'une aigle d'argent, à cinq crosses d'or brochantes, ordonnées en orle, 2, 2 et 1. |
| Blason de Saint-Thierry | Détails | Le statut officiel du blason reste à déterminer.                                                                                                |

| Blason de Saint-Vrain | Blason  | Parti : au 1er d'argent à cinq châteaux de gueules, au 2d d'argent à la rivière d'azur en fasce, accompagnée en chef d'un diable de gueules posé en bande et brochant sur l'angle dextre du chef d'un carreau de sinople déporté à senestre, et en pointe d'une croisette pattée et anchée de gueules ; le tout sommé d'un chef de gueules chargé de trois écussons d'or. |
| Blason de Saint-Vrain | Détails | Le point de départ est le blason de Saint-Vrain dans l'Armorial de J.B. Rietstap : D'argent au chef de gueules, chargé de trois écussons d'or, auquel ont été apportées les modifications suivantes : - Partition en deux de l’écu : « le territoire actuel était partagé entre deux villages: Saint-Vrain et Gémicourt », - La rivière : « traversée par un petit ruisseau l'Orconté », - Les châteaux : « sans compter cinq châteaux féodaux ayant de larges fossés et des ponts à bascule », - La croix du Temple : « Au XIIe siècle, les Templiers et bénédictins avaient des propriétés considérables à Saint-Vrain et à Gémécourt », - Le diable et le carré : « Près d'un des châteaux, appelé le château de Saint-Vrain, se trouvait un étang converti en pré. Une autre légende voudrait que le diable apparaisse fréquemment en un certain point de cet étang appelé « la pièce carrée » d'une stérilité presque absolue ». Conflit héraldique : le dessin ne montre que quatre châteaux. Adopté le 7 novembre 2016. |

| Blason de Sainte-Marie-du-Lac-Nuisement | Blason  | Écartelé en vis d'escargot de gueules, de sinople, de sable et d'azur aux deux colonnes d'or surmontées d'un lambel d'argent, le tout brochant sur la partition. |
| Blason de Sainte-Marie-du-Lac-Nuisement | Détails | Le statut officiel du blason reste à déterminer. |

| Blason de Sainte-Menehould | Blason  | D'azur à une porte de ville donjonnée d'argent, maçonnée, ajourée et ouverte de sable, les deux tours d’angle essorées en dôme d’or, la porte chargée d'un lion d’or, armé et lampassé de gueules, issant du seuil et tenant dans sa patte dextre une épée en barre aussi d’argent ; les trois tours sommées chacune d’une aigle essorante du même. |
| Blason de Sainte-Menehould | Détails | Le statut officiel du blason reste à déterminer. |

| Blason de Sarry | Blason  | Écartelé de gueules à quatre fleurs de lys d'or, et d'azur à six besants d'or ordonnés 3 et 3. |
| Blason de Sarry | Détails | Le statut officiel du blason reste à déterminer.                                               |

| Blason de Savigny-sur-Ardres | Blason  | De gueules au griffon d'or ailé d'argent.        |
| Blason de Savigny-sur-Ardres | Détails | Le statut officiel du blason reste à déterminer. |

| Blason de Sept-Saulx | Blason  | D'or à l'arche de pierre de gueules, enfermant un champ d'argent et en pointe une fasce d'azur sommée d'une vanne d'écluse de sable et accompagnée de sept arbres coupés au naturel ordonnés en un demi cercle ; au chef de sinople chargé de trois fleurs de lys d'or. |
| Blason de Sept-Saulx | Détails | Armes parlantes (sept saules). Le statut officiel du blason reste à déterminer. |

| Blason de Sermaize-les-Bains | Blason  | D'azur au phénix d'or sur son immortalité de gueules. |
| Blason de Sermaize-les-Bains | Détails | Le statut officiel du blason reste à déterminer.      |

| Blason de Sermiers | Blason  | Tiercé en pairle renversé : au 1er de gueules à la grappe de raisin tigée et feuillée d'or, au 2e d'argent au chêne au naturel, au 3e d'azur à sept épis de blés d'or posés en éventail et liés du même. |
| Blason de Sermiers | Détails | Adopté par la municipalité. Présent sur le site de la mairie. |

| Blason de Serzy-et-Prin | Blason  | D'azur à la fasce d'argent chargée de l'inscription « Serzy-et-Prin » en lettres de sable, accostée de deux jumelles potencées contre-potencées d'or. |
| Blason de Serzy-et-Prin | Détails | Le statut officiel du blason reste à déterminer. |

| Blason de Sézanne | Blason  | D'azur au château de cinq tours d'argent maçonné de sable, surmonté de trois fleurs de lys d'or rangées en chef. Devise / CriUrbs antiqua sezannorum |
| Blason de Sézanne | Détails | Le statut officiel du blason reste à déterminer. |

| Blason de Sillery | Blason  | De gueules à la bande d'or chargée d'une traînée de poudre ondée de sable, côtoyée de cinq barillets du même. |
| Blason de Sillery | Détails | Le statut officiel du blason reste à déterminer.                                                              |

| Blason de Sogny-aux-Moulins | Blason  | De sinople à une gerbe de blé d'or au premier quartier et à un moulin à vent du même au deuxième quartier, le tout accompagné d'une rivière ondée d'argent mouvant de la pointe et brochant sur une roue de moulin du même. |
| Blason de Sogny-aux-Moulins | Détails | Le statut officiel du blason reste à déterminer. |

| Blason de Somme-Vesle | Blason  | D'or au lion de gueules surmonté d'un lambel de sept pendants de sable, à la champagne ondée d'azur. |
| Blason de Somme-Vesle | Détails | Le statut officiel du blason reste à déterminer.                                                     |

| Blason à dessiner | Blason  | D'argent à deux gerbes de blé d'or posées en chevron renversé, celle de senestre brochant sur l'autre, à la tête de chevreau du même issant entre les gerbes, le tout soutenu par deux branches de thym de sinople, les tigées passées en sautoir en pointe. |
| Blason à dessiner | Détails | Le statut officiel du blason reste à déterminer. |

| Blason de Sompuis | Blason  | D'argent au lion de sable, au lambel de cinq pendants d'or brochant, à la bordure engrêlée de gueules, au chef aussi d'or chargé, à dextre, d'une merlette aussi de sable et, à senestre, de trois falots aussi de gueules. |
| Blason de Sompuis | Détails | Le statut officiel du blason reste à déterminer. |

| Blason de Somsois | Blason  | De gueules au sautoir engrêlé d'or cantonné de quatre fleurs de lys du même.                                                       |
| Blason de Somsois | Détails | Armes de la famille de Linage, dont étaient issus d'anciens seigneurs de Somsois. Le statut officiel du blason reste à déterminer. |

| Blason de Songy | Blason  | D'argent au chevron de gueules accompagné de trois fers de moulins de sable ; au chef d'azur chargé de trois besants d'or. |
| Blason de Songy | Détails | Le statut officiel du blason reste à déterminer.                                                                           |

| Blason de Soudé | Blason  | Parti ondé de sinople et d'or, au chevron accompagné de trois pommes de pin versées brochant, le tout de l'un en l'autre, au filet ondé en pal d'azur brochant sur le tout. |
| Blason de Soudé | Détails | Le statut officiel du blason reste à déterminer. |

| Blason de Soulanges | Blason  | D'azur à la fasce ondée d'argent accompagnée en pointe d'un dragon d'or. |
| Blason de Soulanges | Détails | Le statut officiel du blason reste à déterminer.                         |

| Blason à dessiner | Blason  | D'or au pal d'argent* chargé d'une bertauge (charrue) de sable, accosté de deux fuseaux aussi d'argent*, à la champagne aussi d'or chargée de trois maillets de gueules rangés en fasce et sommé d'une burelle d'argent*. * Il y a là non-respect de la règle de contrariété des couleurs : ces armes sont fautives (Argent sur or.). |
| Blason à dessiner | Détails | Le statut officiel du blason reste à déterminer. |

Pas d'information pour les communes suivantes : Saint-Bon, Saint-Brice-Courcelles, Saint-Chéron (Marne), Saint-Étienne-au-Temple, Saint-Eulien, Saint-Euphraise-et-Clairizet, Saint-Germain-la-Ville, Saint-Gilles (Marne), Saint-Hilaire-le-Grand, Saint-Hilaire-le-Petit, Saint-Jean-devant-Possesse, Saint-Jean-sur-Moivre, Saint-Jean-sur-Tourbe, Saint-Léonard (Marne), Saint-Loup (Marne), Saint-Lumier-en-Champagne, Saint-Lumier-la-Populeuse, Saint-Mard-lès-Rouffy, Saint-Mard-sur-Auve, Saint-Mard-sur-le-Mont, Saint-Martin-aux-Champs, Saint-Martin-l'Heureux, Saint-Ouen-Domprot, Saint-Pierre (Marne), Saint-Quentin-le-Verger, Saint-Quentin-les-Marais, Saint-Quentin-sur-Coole, Saint-Remy-sous-Broyes, Saint-Remy-sur-Bussy, Saint-Saturnin (Marne), Saint-Souplet-sur-Py, Saint-Thomas-en-Argonne, Saint-Utin, Sainte-Gemme (Marne), Sainte-Marie-à-Py, Sapignicourt, Sarcy, Saron-sur-Aube, Saudoy, Scrupt, Selles (Marne), Servon-Melzicourt, Sivry-Ante, Sogny-en-l'Angle, Soizy-aux-Bois, Somme-Bionne, Somme-Suippe, Somme-Tourbe, Somme-Yèvre, Sommesous, Souain-Perthes-lès-Hurlus, Soudron, Soulières, Suizy-le-Franc
- Haut – A
- B
- C
- D
- E
- F
- G
- H
- I
- J
- K
- L
- M
- N
- O
- P
- Q
- R
- S
- T
- U
- V
- W
- X
- Y
- Z

## T
| Blason de Taissy | Blason  | D'azur à la barre d'argent côtoyée de deux doubles cotices potencées et contre-potencées, accompagnée, en chef, d'une grappe de raisin feuillée et, en pointe, de trois épis de blé posés en barre traversant une roue dentée, le tout d'or, aux quatre burelles ondées aussi d'argent en pointe. |
| Blason de Taissy | Détails | Le statut officiel du blason reste à déterminer. |

| Blason de Thiéblemont-Farémont | Blason  | D'azur semé de fleurs de lys d'argent à la tour d'or ouverte du champ et maçonnée de sable brochante. |
| Blason de Thiéblemont-Farémont | Détails | Le statut officiel du blason reste à déterminer.                                                      |

| Blason de Tinqueux | Blason  | D'azur aux quatre burelles ondées d'argent en pointe, à la pointe ployée du même brochant sur les burelles, chargée de trois flèches soudées d'or, adextrée d'un rinceau du même et senestrée de deux clefs adossées aussi d'or, les anneaux entrelacés et les pannetons vers la pointe, au chef aussi d'azur chargé d'une fasce diminuée aussi d'argent côtoyée de deux doubles burelles potencées et contre-potencées aussi d'or. |
| Blason de Tinqueux | Détails | Le statut officiel du blason reste à déterminer. |

| Blason de Tours-sur-Marne | Blason  | D'azur à deux tours d'argent, en forme de bouchon (de champagne), maçonnées de sable, celle de dextre chargée d'un bouquet de sept épis de blé d'or, celle de senestre, réduite aux deux tiers, chargée d'une grappe de raisin de pourpre feuillée au naturel, le tout soutenu d'une tierce ondée aussi d'argent. |
| Blason de Tours-sur-Marne | Détails | Armes parlantes. Adopté. |

| Blason de Trigny | Blason  | D'argent au pairle composé de deux jumelles potencées et contre-potencées d'azur l'intervalle rempli d'or, chargé en cœur d'une feuille de vigne renversée du même, accompagné en chef de trois flammes de gueules mal ordonnées, à dextre de trois épis de blé empoignés d'or, à senestre de trois grappes de raisins mal ordonnées celle du chef et celle de dextre d'azur, celle de senestre d'or; au comble formé de deux jumelles potencées et contre-potencées d'azur, l'intervalle rempli d'or. |
| Blason de Trigny | Détails | Conflit héraldique : le dessin ne montre que deux épis de blé. Le statut officiel du blason reste à déterminer. |

| Blason de Trois-Fontaines-l'Abbaye | Blason  | D'azur à la fontaine de trois jets d'argent.                      |
| Blason de Trois-Fontaines-l'Abbaye | Détails | Armes parlantes. Le statut officiel du blason reste à déterminer. |

| Blason à dessiner | Blason  | Tranché : au premier de gueules à la tour d'or, au second de sinople à la branche de vigne pamprée d'or et fruitée de pourpre et au sarcloir aussi d'or passés en sautoir ; à la bande cousue d'azur chargée d'une bande d'argent côtoyée de deux doubles cotices potencées et contre-potencées aussi d'or. |
| Blason à dessiner | Détails | Le statut officiel du blason reste à déterminer. |

Pas d'information pour les communes suivantes : Talus-Saint-Prix, Tauxières-Mutry, Thaas, Thibie, Thil (Marne), Thillois, Le Thoult-Trosnay, Tilloy-et-Bellay, Togny-aux-Bœufs, Tramery, Trécon, Tréfols, Trépail, Treslon, Trois-Puits
- Haut – A
- B
- C
- D
- E
- F
- G
- H
- I
- J
- K
- L
- M
- N
- O
- P
- Q
- R
- S
- T
- U
- V
- W
- X
- Y
- Z

## U
Pas d'information pour les communes suivantes : Unchair

## V
| Blason de Val-de-Vesle | Blason  | De gueules au sautoir engrêlé d'or cantonné de quatre fleurs de lis d'argent. |
| Blason de Val-de-Vesle | Détails | Le statut officiel du blason reste à déterminer.                              |

| Blason de Val-de-Vière | Blason  | Fascé contre-fascé d'or et d'azur de huit pièces, à deux clés de gueules, renversées, adossées et brochantes. |
| Blason de Val-de-Vière | Détails | Le statut officiel du blason reste à déterminer.                                                              |

| Blason de Valmy | Blason  | D'argent aux trois rochers de sinople mouvant de la pointe, surmontés chacun d'une étoile de gueules, au chef du même chargé d'un croissant versé du champ. |
| Blason de Valmy | Détails | Le statut officiel du blason reste à déterminer. |

| Blason de Vanault-les-Dames | Blason  | Tranché : au premier d'azur à l'épée basse et à la crosse passées en sautoir, cantonnées, en chef, du nom de Jésus et, en pointe, d'un besant, le tout d'or, au second de gueules à la fontaine d'argent ; à la bande d'argent côtoyée de deux doubles cotices potencées et contre-potencées d'or brochant sur la partition. |
| Blason de Vanault-les-Dames | Détails | Le statut officiel du blason reste à déterminer. |

| Blason de Vandières | Blason  | Tiercé en pairle renversé: au 1 d'azur à la bande d'argent côtoyée de deux doubles cotices potencées contre-potencées d'or, au 2 de gueules à un griffon d'or, au 3 d'or à un cep de vigne de tenné, feuillé et fruité de sinople, tuteuré de sable et brochant sur une trangle ondée d'azur en pointe. |
| Blason de Vandières | Détails | Créé par JF Binon. Adopté le 14 janvier 2025. |

| Blason de Vassimont-et-Chapelaine | Blason  | D'azur à la bande d'argent côtoyée à senestre d'une double cotice potencée contre-potencée d'or, accompagnée en chef d'une jumelle ondée et alésée d'argent et en pointe de trois chandeliers d'or. |
| Blason de Vassimont-et-Chapelaine | Détails | La jumelle ondée évoque la Somme qui traverse la commune; la bande, la double cotice et le champ d'azur évoquent les armes du comte de Champagne qui possédait un château fort à Chapelaine et les chandeliers sur fond bleu rappellent, quant à eux, les armes de la famille Largentier. Création de Nicolas Costantini adoptée par la municipalité en février 2019. |

| Blason de Vauchamps | Blason  | D'azur au chevron renversé d'or accompagné, en chef, d'une rose d'argent surmontée d'une tête au col arraché de cheval aussi d'or et, en pointe, de deux épées aussi d'argent posées, celle de dextre en bande, celle de senestre, en barre. |
| Blason de Vauchamps | Détails | Le statut officiel du blason reste à déterminer. |

| Blason de Vauclerc | Blason  | D'azur à un vol d'argent accompagné en pointe de deux clefs d'or posées, celle de dextre en bande et celle de senestre en barre, et en chef d'un épi de blé du même ; le tout surmonté d'une fasce d'argent côtoyée de deux doubles burelles potencées et contre-potencées d'or.                    |
| Blason de Vauclerc | Détails | Les clefs posées en « V » font référence au nom de la commune, qui était jusqu'en 1742 Vauclef, le chef renvoie aux armes de la Champagne et du département de la Marne, l'épi de blé est pour la polyculture et enfin le vol sur fond bleu est pour l'aérodrome local. Adopté le 9 septembre 2020. |

| Blason de Vaudesincourt | Blason  | Écartelé : au premier de gueules au sautoir engrêlé d'argent cantonné de quatre fleurs de lys d'or, au deuxième d'azur à la colombe fondante d'argent tenant en son bec la Sainte Ampoule du même, au troisième d'azur au chevron d'or accompagné de trois losanges du même, au quatrième de gueules au bouquet de trois épis de blé d'or liés de deux ficelles d'argent, posé en barre. |
| Blason de Vaudesincourt | Détails | Le statut officiel du blason reste à déterminer. |

| Blason de Venteuil | Blason  | D'azur à la bande d'or chargée de trois clefs de gueules posées en fasce, le panneton à dextre vers la pointe, accompagnée, en chef, d'un aquilon aussi d'or et, en pointe, d'un dahu bicéphale saillant du même. |
| Blason de Venteuil | Détails | Le statut officiel du blason reste à déterminer. |

| Blason de Verdon | Blason  | De sinople à trois roues de moulin d'or; au chef d'azur* chargé d'un pont de deux arches d'or et maçonné de sable                                              |
| Blason de Verdon | Détails | * Il y a là non-respect de la règle de contrariété des couleurs : ces armes sont fautives (azur sur sinople). Le statut officiel du blason reste à déterminer. |

| Blason de Verneuil | Blason  | Parti : au premier d'azur semé de fleurs de lys d'or, au second coupé au I de gueules aux chaînes d'or posées en orle, en croix et en sautoir, chargées en cœur d'une émeraude au naturel, et au II d'azur à la bande d'argent côtoyée de deux doubles cotices potencées et contre-potencées d'or. |
| Blason de Verneuil | Détails | Le statut officiel du blason reste à déterminer. |

| Blason de Vertus | Blason  | D'argent au cœur de gueules percé d'une flèche renversée de sable, ferrée d'argent, posée en bande |
| Blason de Vertus | Détails | Le statut officiel du blason reste à déterminer.                                                   |

| Blason de Verzenay | Blason  | Parti : au premier de sinople au moulin à vent de gueules, ailé d'or, accompagné de douze étoiles du même ordonnées en orle rond, au second d'azur à la bande d'argent côtoyée de deux doubles cotices potencées et contre-potencées d'or. |
| Blason de Verzenay | Détails | * Il y a là non-respect de la règle de contrariété des couleurs : ces armes sont fautives (gueules sur sinople). Le statut officiel du blason reste à déterminer.                                                                          |

| Blason de Verzy | Blason  | D'argent à deux comètes renversées d'or bordées de sable posées en chevron renversé et arqué en ogive, les queues passées en sautoir, à la lettre capitale V d'or brochant sur le tout. |
| Blason de Verzy | Détails | Le statut officiel du blason reste à déterminer. |

| Blason de Veuve (La) | Blason  | D'azur à la croix pattée alésée d'or, au chef d'argent chargé de trois coquilles de gueules. |
| Blason de Veuve (La) | Détails | Le statut officiel du blason reste à déterminer.                                             |

| Blason de Vienne-le-Château | Blason  | Mi-parti : au premier d'azur semé de croisettes recroisetées d'or aux deux bars adossés du même brochants, au second de gueules aux cinq annelets d'or ordonnés en sautoir. |
| Blason de Vienne-le-Château | Détails | Le statut officiel du blason reste à déterminer. |

| Blason de Ville-Dommange | Blason  | D'azur aux deux sarcloirs d'or passés en sautoir, soutenus d'une serpette du même. |
| Blason de Ville-Dommange | Détails | Le statut officiel du blason reste à déterminer.                                   |

| Blason de Ville-en-Tardenois | Blason  | D'azur à la bande d'argent côtoyée de deux doubles cotices potencées et contre-potencées d'or, accompagnée, en chef, de deux gerbes de blé du même rangées en bande et, en pointe, de deux navettes aussi d'or passées en sautoir. |
| Blason de Ville-en-Tardenois | Détails | Le statut officiel du blason reste à déterminer. |

| Blason à dessiner | Blason  | D'azur au chevron haussé d'or accompagné de trois alérions d'argent. |
| Blason à dessiner | Détails | Le statut officiel du blason reste à déterminer.                     |

| Blason de Vinay | Blason  | D'azur au chevron d'or accompagné, en chef, de deux haches d'armes d'or, les fers affrontés et, en pointe, d'un cep de vigne du même. |
| Blason de Vinay | Détails | Armes parlantes. (cep de vigne) Le statut officiel du blason reste à déterminer.                                                      |

| Blason de Vincelles | Blason  | Tranché : au premier d'azur aux trois têtes de léopard d'or ordonnées en orle, au second de sinople aux trois mailloches d'argent posées en pal et rangées en bande ; à la bande d'or brochant sur la partition. |
| Blason de Vincelles | Détails | Le statut officiel du blason reste à déterminer. |

| Blason de Vitry-en-Perthois | Blason  | D'azur à la bande d'argent côtoyée de deux doubles cotices potencées et contre-potencées d'or, au franc-canton d'or chargé d'un château de sable. |
| Blason de Vitry-en-Perthois | Détails | Le statut officiel du blason reste à déterminer.                                                                                                  |

| Blason de Vitry-le-François | Blason  | D'azur à la salamandre couronnée d'or sur sa patience de gueules vomissant des flammes du même, au chef aussi d'azur chargé de trois fleurs de lys d'or et soutenu d'une divise du même. |
| Blason de Vitry-le-François | Détails | Le statut officiel du blason reste à déterminer. |

| Blason de Vouillers | Blason  | Coupé ondé : au 1er parti au I de sinople à une gerbe de blé d'or, au II d'argent à une balance de gueules, au 2d d'azur à deux clés d'argent passées en sautoir. |
| Blason de Vouillers | Détails | Le blé évoque l'agriculture, la balance rappelle le surnom des habitants de la commune : les « Neutres », les clefs sont attributs de saint Pierre, patron de la paroisse locale, et les ondes évoquent la Censière qui arrose la commune. Création Jean-François Binon, adoptée en 2021. |

Pas d'information pour les communes suivantes : Vadenay, Val-des-Marais, Vanault-le-Châtel, Vandeuil, Vatry, Vauciennes (Marne), Vaudemange, Vavray-le-Grand, Vavray-le-Petit, Vélye, Ventelay, Vernancourt, Verrières (Marne), Vert-Toulon, Vésigneul-sur-Marne, Le Vézier, Le Vieil-Dampierre, Vienne-la-Ville, Ville-en-Selve, La Ville-sous-Orbais, Ville-sur-Tourbe, Villeneuve-la-Lionne, La Villeneuve-lès-Charleville, Villeneuve-Renneville-Chevigny, Villeneuve-Saint-Vistre-et-Villevotte, Villers-Allerand, Villers-aux-Bois, Villers-en-Argonne, Villers-Franqueux, Villers-le-Château, Villers-le-Sec (Marne), Villers-Marmery, Villers-sous-Châtillon, Villeseneux, Villevenard, Villiers-aux-Corneilles, Vindey, Virginy, Vitry-la-Ville, Voilemont, Voipreux, Vouarces, Vouzy, Vraux, Vrigny (Marne), Vroil

- Haut – A
- B
- C
- D
- E
- F
- G
- H
- I
- J
- K
- L
- M
- N
- O
- P
- Q
- R
- S
- T
- U
- V
- W
- X
- Y
- Z

## W
| Blason de Warmeriville | Blason  | D'azur au chevron d'or chargé d'un écusson de gueules à la bande d'or, accompagné de trois épées d'argent. |
| Blason de Warmeriville | Détails | Le statut officiel du blason reste à déterminer.                                                           |

Pas d'information pour les communes suivantes : Wargemoulin-Hurlus, Witry-lès-Reims

## Liens utiles (externes)
- Les blasons des communes de Champagne sur le site The Civic Heraldry of France.
- Les blasons des familles de Champagne sur le site du Conseil Général de l'Aube.
- Les blasons de la Marne sur Héraldique-GenWeb.
- Les blasons de la Marne sur le site Gaso (La banque du blason).
- Les emblèmes de la Marne sur le site Les emblèmes de France.